# 小田急ハイウェイバス
小田急ハイウェイバス株式会社（おだきゅうハイウェイバス、英: Odakyu Highway Bus, Co., Ltd.）は、東京都世田谷区若林二丁目に本社を置く小田急グループのバス事業者である。高速バスおよび貸切バスの運行、小田急バス若林営業所管内の一般路線バスの受託運行などを事業内容とする。

## 概要
小田急グループの小田急箱根高速バス株式会社が小田急シティバス株式会社を2022年1月1日付で吸収合併し、「小田急ハイウェイバス」へ商号変更した。
両者はともに小田急電鉄のターミナル駅である新宿駅を拠点として高速バス事業を展開し、小田急箱根高速バスは御殿場・箱根方面、小田急シティバスは木更津方面などを主要路線とする。小田急グループ内の高速バス事業会社2社を統合再編することで、営業所の集約などにより経営資源を集中して経営基盤の強化を図ることを目的に企業合併を行った。
小田急グループ内のバス事業者の2社合併による企業統合ではあるが、前身の2社は全く異なる出自を持つ。バス業界では近年、分離子会社の再統合と親会社への吸収合併が頻繁に行われているが、同じグループ内とはいえ出自の全く異なる事業者を合併させるのは珍しく、その点において特筆される。
小田急箱根高速バスは、元は小田急ロマンスカーを補完する目的で、小田急電鉄直営のバス部門（高速自動車課）として1969年6月6日に開設されたものである。
小田急シティバスは、小田急バスの全額出資により同社の完全子会社として2000年（平成12年）2月1日に設立された。小田急バスが行っていた高速バス事業を移管し、また若林営業所管内の一般路線を委託するために設立された。小田急シティバスの親会社であった小田急バスは、元は小田急グループとは全く関係ない「武蔵野乗合自動車」というバス会社で、戦後に小田急グループ入りして社名変更したという歴史的経緯を持つ。武蔵野乗合の小田急グループ入りは1950年で、戦後の大東急解体により小田急グループ入りした神奈川中央交通より後である。1954年にグループ入りした立川バスともども小田急グループ内では「外様」である小田急バスが、同社の高速バス事業と若林営業所管内の一般路線を移管するため設立した子会社であった。
2021年12月1日付の小田急電鉄のニュースリリースで、小田急ハイウェイバスの本社は、小田急シティバスの本社所在地（世田谷区若林2丁目39番4号）に置かれ、合併後の新会社は小田急電鉄の100%子会社となることが発表された。この合併に伴う路線統合などは行わず、合併後も両社の事業を引き継いで運行路線はそのまま継続し、当面は従来と同様のサービスを提供するとしている。小田急シティバスが小田急バスから委託を受けていた一般路線は小田急ハイウェイバスで引き続き受託する。また同時に、新会社の拠点は小田急シティバス世田谷営業所と小田急箱根高速バス御殿場営業所を引き継ぎ、世田谷営業所と御殿場営業所の2営業所体勢とすることが発表された。なお、小田急箱根高速バス経堂営業所の今後の扱いについては同リリースでは明記されていない。
しかしながら新型コロナウイルス感染症の影響により、新会社設立・営業開始早々から夜行高速バス路線の運休を余儀なくされた。2022年1月5日から三原線「エトワール・セト号」、翌1月6日から高知線「ブルーメッツ号」を運休。同年1月31日からは岐阜線「パピヨン号」、翌2月1日からは秋田線「フローラ号」、広島線「ニューブリーズ号」が運休となった。

## 営業所
- 本社・世田谷営業所
  - 所在地 - 東京都世田谷区若林二丁目39番4号[4]
  - 旧・小田急シティバス本社・世田谷営業所
  - 小田急バス若林営業所[13] を併設する。
  - 最寄り停留所 - 若林営業所、若林（東急バス）ともに本数少。東側にある若林折返所からは東急バス渋51系統（渋谷駅発着）が頻発する。
- 御殿場営業所
  - 所在地：静岡県御殿場市東田中1138番地13[14]
  - 旧・小田急箱根高速バス御殿場営業所
  - 最寄り停留所 - 御殿場インター前・東名御殿場

### 過去の営業所
- 経堂営業所
  - 所在地 - 東京都世田谷区宮坂三丁目1番60号
  - 旧・小田急箱根高速バス経堂営業所
    - 2022年3月31日をもって閉鎖[15]

  - 最寄り停留所 - ユリの木公園（渋54・梅01系統）

## 沿革
小田急ハイウェイバス発足以前の沿革については、以下の項目を参照。
小田急バス若林営業所#沿革、小田急シティバス#沿革
小田急箱根高速バス#概要
- 2022年
  - 1月1日：小田急箱根高速バス株式会社が小田急シティバス株式会社を吸収合併し、小田急ハイウェイバス株式会社に商号変更[1][2][4][5][6]。
  - 3月31日：経堂営業所閉鎖。
  - 9月1日：箱根登山ハイヤーが受託していた、御殿場プレミアム・アウトレットの無料シャトルバス業務を御殿場営業所が譲受する。また、箱根登山ハイヤー自体は、日の丸リムジン傘下のシティオートリースに事業譲渡され、小田急グループから撤退[16] し、箱根モビリティサービス株式会社に商号を変更した。
- 2023年7月：本店を東京都新宿区西新宿一丁目8番3号から本社所在地の東京都世田谷区若林二丁目39番4号に移転。
- 2024年
  - 4月1日：箱根登山バス小田原営業所が運行している『観光施設めぐりバス』が御殿場営業所との共同運行となる。

## 高速路線
高速路線バスは、小田急箱根高速バスから継承した御殿場・箱根地区を結ぶ昼行路線と、小田急シティバスから継承した夜行高速路線および木更津方面の昼行路線がある。
東京駅発着（新宿南口経由）のニューブリーズ号を除き、夜行路線の定期便はハイアットリージェンシー東京・新宿南口（バスタ新宿）を起終点としている。2016年4月4日のバスタ新宿開業に伴い、一部の便を除いてバスタ新宿に停車するようになった。
〈〉内は共同運行会社。
以下、【】内は2010年6月15日から箱根地区の路線バスに導入された路線記号。

### 小田急箱根高速バスから継承

#### 箱根線

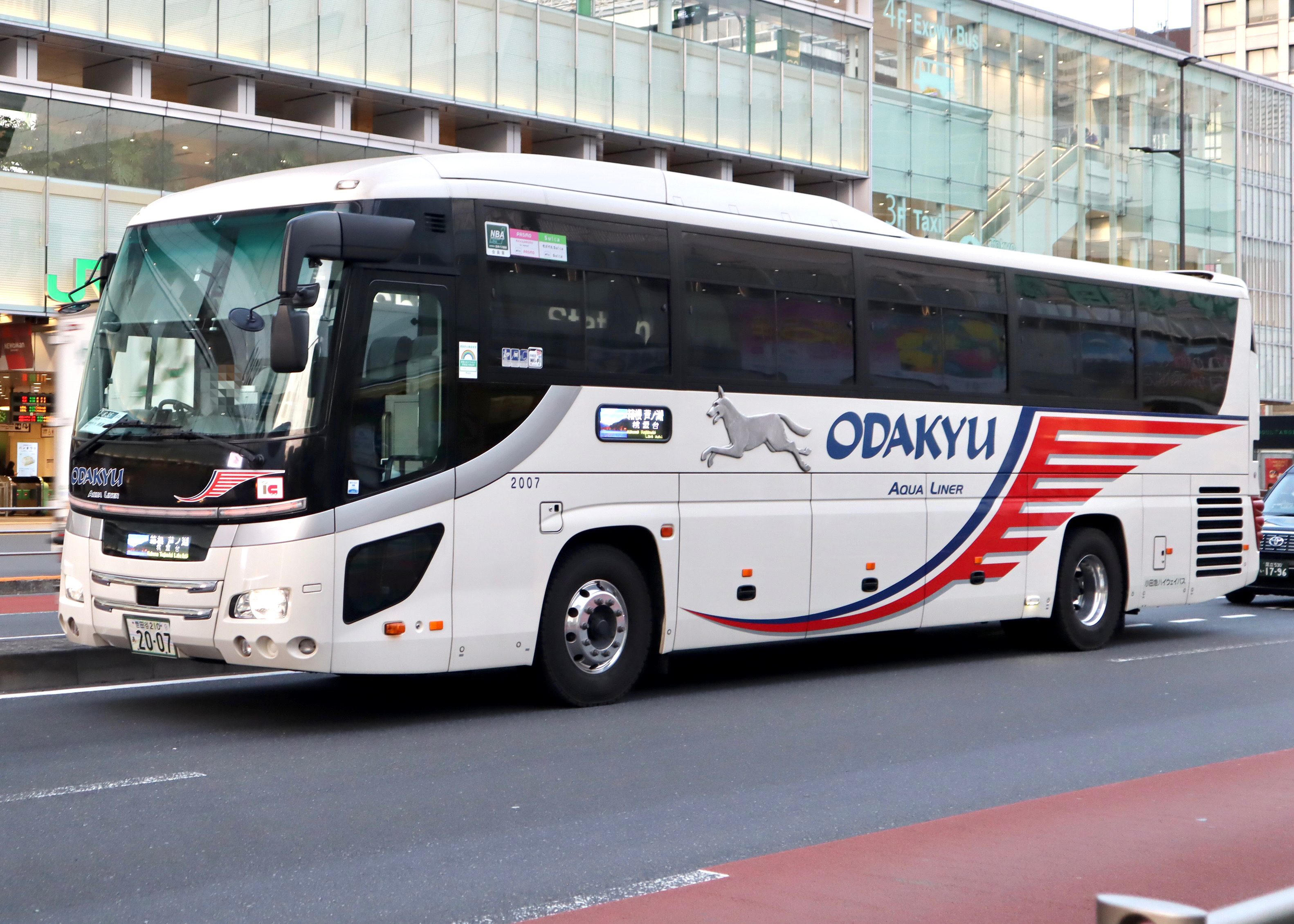
芦ノ湖に向かう箱根線

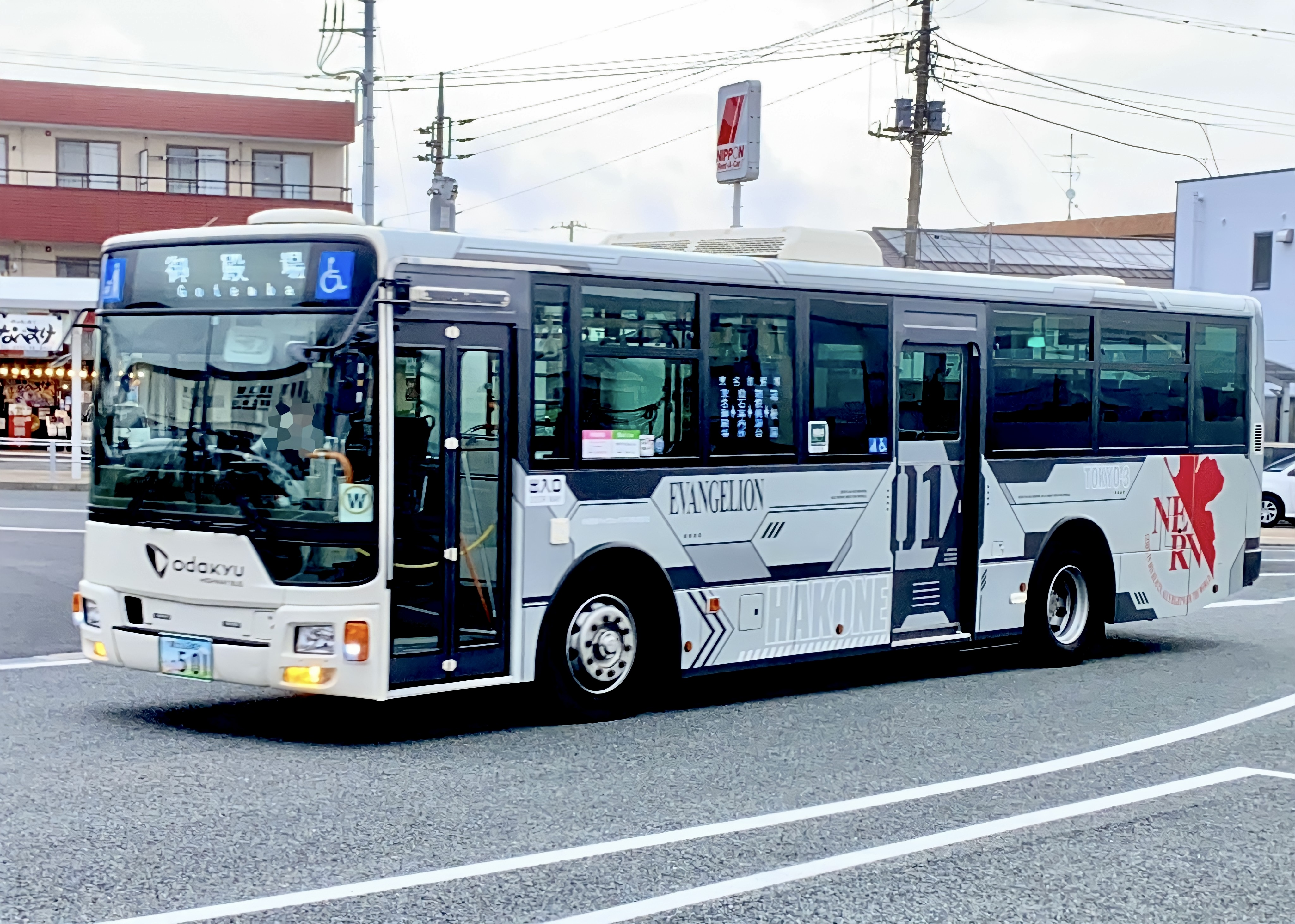
『新世紀エヴァンゲリオン』ラッピングが施された山内シャトル専用車

- 【W】：新宿高速バスターミナル - 池尻大橋 - 東名高速道路 - 東名御殿場 - 御殿場駅 - 乙女峠 - 箱根仙石 - 箱根桃源台 - 箱根園 - 箱根小田急山のホテル
- 【W】：東名御殿場 - 御殿場駅 - 乙女峠 - 箱根仙石 - 箱根桃源台 - 箱根園 - 箱根小田急山のホテル - 箱根神社 - 元箱根港 （山内シャトル便）
- 直通：新宿高速バスターミナル - 池尻大橋 - （無停車） - 御殿場プレミアム・アウトレット（ - 富士霊園 - 富士スピードウェイホテル）
- 超特急：新宿高速バスターミナル - 池尻大橋 - 東名江田（上り降車のみ） - 東名御殿場 - 御殿場駅 - 御殿場プレミアム・アウトレット - ホテルクラッド・木の花の湯
- 超特急：新宿高速バスターミナル - 池尻大橋 - 東名江田（上り降車のみ） - 東名御殿場 - 御殿場駅 - 富士霊園 - 富士スピードウェイホテル

路線概要
- 箱根への観光の他、鉄道での乗り継ぎの便が悪い新宿 - 東名御殿場・御殿場駅間など都市間輸送でも広く利用されている。
- 一般的な高速バス路線と異なり、都内の新宿高速バスターミナル - 池尻大橋間を除いて乗降制限（クローズドドアシステム）がなく、東名高速道路上では並行する東名ハイウェイバス、東名御殿場 - 箱根小田急山のホテル間では箱根登山バスの補完的役割（近距離輸送）を併せ持つ。
- 東名御殿場 - 箱根小田急山のホテル - 元箱根港間は同地区を走る箱根登山バス[注釈 1] と同様に、箱根フリーパスなどの小田急グループの箱根地区フリー乗車券での乗車が可能である。また、その他区間もフリーパスを提示すると割安で乗車できる。
- 予約制だが、空席があれば予約なしでも乗車可能（乗車券は車内発券）。
  - 交通新聞社発行の『高速バス時刻表』では当路線が「予約定員制」(=自由席)となっているが、実際には座席が指定（=予約指定制）される。[注釈 2]
- 往復割引券や回数券が発売されているが、定期券は発売されていない。
- 自社直営の窓口での片道乗車券の購入及び当日空席がある場合の車内（乗務員による取り扱い）での片道乗車料金の支払いに、PASMO・Suicaなどの交通系ICカード、QRコード決済、クレジットカードが利用可能である。
- 山内シャトル便は通常の路線バスとして運行される。そのため予約制ではなく、前乗り・前降り・運賃後払い（高速バス車両での代走時は運賃先払い）である[18]。

路線沿革
- 2004年3月28日 - 同日まで、新宿駅 - 元箱根間（小田原厚木道路、箱根湯本駅、箱根新道経由）の経路が存在した（末期は上り便のみの設定）。
- 2004年4月1日 - 長らく箱根側の起終点は箱根桃源台であったが、一部便の起終点を「箱根小田急山のホテル」まで延伸[19]。またこの延伸の際に箱根エリアの観光活性化のため、かつては箱根山戦争で因縁のあった小田急グループと西武グループが協力する一環として、途中の西武系の箱根園にも乗り入れを開始した。
- 2011年10月13日 - 上り便（新宿行）において用賀パーキングエリアで用賀駅への乗り継ぎサービスを開始（これに先立つ実証実験を2010年5月21日から2011年3月まで実施）。
- 2013年9月1日 - 深夜特急の運行を開始（下りのみ）。
- 2015年10月1日 - 同日乗車分より、当線の座席予約システムをJRバス系の「高速バスネット」に移行。
- 2018年6月1日 - 上りの初便が新宿駅西口止まりとなる（後に新宿高速バスターミナルまでの運行に戻る）。また、上りの超特急が東名江田への停車を開始（降車専用）[20]。
- 2019年12月1日 - 東名御殿場 - 箱根桃源台 - 箱根園 - 箱根小田急山のホテル間の一般道区間のみ運行する「山内シャトル便」を運行開始（合計上下8便）[21]。
- 2019年12月15日 - 新宿高速バスターミナル - 東名御殿場 - 御殿場プレミアム・アウトレット - ホテルクラッド・木の花の湯間の直行便を運行開始（上下2便）[21]。
- 2021年3月16日 - 座席予約システムを「発車オ〜ライネット」に変更。事前WEB予約が可能な区間が拡大する。[注釈 3]
- 2021年3月25日 - 御殿場営業所窓口と富士山御殿場・はこね観光案内所（御殿場駅箱根乙女口）にて自動券売機の供用開始。
- 2024年6月1日 - アウトレット線とふじやま号を統合。また、新宿駅西口の再開発に伴い、新宿駅西口停留所を廃止。

#### 羽田線
- 【V】：羽田空港・横浜駅東口 - 東名秦野・東名大井・東名松田・東名山北・東名小山・東名足柄・御殿場インター前・御殿場駅・箱根仙石案内所・仙郷楼前・仙石高原・南温泉荘・箱根桃源台

路線概要
- 京浜急行バスと共同運行。
- 箱根線とは異なり、クローズドドアシステムを採用している。
  - 羽田空港 - 横浜駅間のみの利用はできない。また、東名秦野 - 箱根桃源台間は、下り便は降車・上り便は乗車のみの扱いである。
- 羽田空港行は予約定員制（空席があれば予約なしでも乗車可能）、羽田空港発は便指定制（当日カウンターもしくは自動券売機で便指定の乗車券を購入可能）である。
- 箱根線と同様に、自社直営の窓口での片道乗車券の購入及び当日空席がある場合の車内（乗務員による取り扱い）での片道乗車料金の支払いに、PASMO・Suicaなどの交通系ICカードが利用可能である。
- 座席予約システムは京浜急行バスの「高速バス予約サービス」を使用。

路線沿革
- 2004年7月12日 - 羽田空港 - 東名御殿場・御殿場駅間で運行開始。
- 2005年7月20日 - 箱根桃源台へ路線延長。東名大井から東名足柄までの各バス停留所も停車開始。
- 2013年3月16日 - 東名秦野バス停への停車を開始。
- 2021年3月25日 - 御殿場営業所窓口と富士山御殿場・はこね観光案内所（御殿場駅箱根乙女口）にて自動券売機の供用開始。
- 2024年3月1日 - この日から当面、京急担当便が運休。ダイヤ変更の上、小田急担当便の1往復のみの運行となる。[22]

#### 高速バス停留所
| 停留所名                       | 箱根線          | 箱根線 | 箱根線   | 箱根線 | 御殿場プレミアム 新宿号 | 羽田線 | 所在地   | 所在地                            |
| 停留所名                       | 特急・ シャトル | 超特急 | 深夜特急 | 直通   | 御殿場プレミアム 新宿号 | 羽田線 | 所在地   | 所在地                            |
| ------------------------------ | --------------- | ------ | -------- | ------ | ----------------------- | ------ | -------- | --------------------------------- |
| 新宿高速バスターミナル         | ▼               | ▼      | ■        | ▼      | ▼                       |        | 東京都   | 渋谷区                            |
| 新宿駅西口                     | ◆               | ◆      | ∥        | ◆      | ◆                       |        | 東京都   | 新宿区                            |
| 池尻大橋                       | ▼               | ▼      | ■        | ◆      | ◆                       |        | 東京都   | 目黒区（下り） / 世田谷区（上り） |
| 羽田空港                       | ∥               | ∥      | ∥        | ∥      | ∥                       | ▼      | 東京都   | 大田区                            |
| 横浜駅東口                     | ∥               | ∥      | ∥        | ∥      | ∥                       | ▽      | 神奈川県 | 横浜市西区                        |
| 東名向ヶ丘                     | ●               | ｜     | ｜       | ｜     | ｜                      | ∥      | 神奈川県 | 川崎市宮前区                      |
| 東名江田                       | ●               | ◆      | ｜       | ｜     | ｜                      | ∥      | 神奈川県 | 横浜市青葉区                      |
| 東名大和                       | ●               | ｜     | ｜       | ｜     | ｜                      | ｜     | 神奈川県 | 大和市                            |
| 東名綾瀬                       | ●               | ｜     | ｜       | ｜     | ｜                      | ｜     | 神奈川県 | 綾瀬市                            |
| 東名厚木                       | ●               | ｜     | ｜       | ｜     | ｜                      | ｜     | 神奈川県 | 厚木市                            |
| 東名伊勢原                     | ●               | ｜     | ｜       | ｜     | ｜                      | ｜     | 神奈川県 | 伊勢原市                          |
| 東名秦野                       | ●               | ｜     | ｜       | ｜     | ｜                      | ▲      | 神奈川県 | 足柄上郡中井町                    |
| 東名大井                       | ●               | ｜     | ｜       | ｜     | ｜                      | ▲      | 神奈川県 | 足柄上郡大井町                    |
| 東名松田                       | ●               | ｜     | ｜       | ｜     | ｜                      | ▲      | 神奈川県 | 足柄上郡松田町                    |
| 東名山北                       | ●               | ｜     | ｜       | ｜     | ｜                      | ▲      | 神奈川県 | 足柄上郡山北町                    |
| 東名小山                       | ●               | ｜     | ｜       | ｜     | ｜                      | ▲      | 静岡県   | 駿東郡小山町                      |
| 東名足柄                       | ●               | ●      | ｜       | ｜     | ｜                      | ▲      | 静岡県   | 駿東郡小山町                      |
| 東名御殿場                     | ●               | ●      | ★        | ▲      | ｜                      | ∥      | 静岡県   | 御殿場市                          |
| 御殿場インター前               | ∥               | ∥      | ∥        | ∥      | ∥                       | ▲      | 静岡県   | 御殿場市                          |
| 御殿場プレミアム・アウトレット | ∥               | ∥      | ∥        | ▲      | ▲                       | ∥      | 静岡県   | 御殿場市                          |
| ホテルクラッド・木の花の湯     | ∥               | ∥      | ∥        | ▲      | ▲                       | ∥      | 静岡県   | 御殿場市                          |
| 御殿場駅                       | ●               | ▲      | ★        |        |                         | ▲      | 静岡県   | 御殿場市                          |
| 温泉会館前                     | ●               |        |          |        |                         | ｜     | 静岡県   | 御殿場市                          |
| 乙女峠                         | ●               |        |          |        |                         | ｜     | 静岡県   | 御殿場市                          |
| 富士屋仙石ゴルフ場             | ●               |        |          |        |                         | ｜     | 神奈川県 | 足柄下郡箱根町                    |
| 乙女口                         | ●               |        |          |        |                         | ｜     | 神奈川県 | 足柄下郡箱根町                    |
| 金時神社入口                   | ●               |        |          |        |                         | ｜     | 神奈川県 | 足柄下郡箱根町                    |
| 太郎平                         | ●               |        |          |        |                         | ｜     | 神奈川県 | 足柄下郡箱根町                    |
| 金時登山口                     | ●               |        |          |        |                         | ｜     | 神奈川県 | 足柄下郡箱根町                    |
| 箱根仙石                       | ●               |        |          |        |                         | ｜     | 神奈川県 | 足柄下郡箱根町                    |
| 仙石原小学校前                 | ☆               |        |          |        |                         | ∥      | 神奈川県 | 足柄下郡箱根町                    |
| 箱根ハイランドホテル前         | ○               |        |          |        |                         | ∥      | 神奈川県 | 足柄下郡箱根町                    |
| 箱根ガラスの森                 | ○               |        |          |        |                         | ∥      | 神奈川県 | 足柄下郡箱根町                    |
| 箱根仙石案内所                 | ●               |        |          |        |                         | ▲      | 神奈川県 | 足柄下郡箱根町                    |
| 仙石文化センター前             | ●               |        |          |        |                         | ｜     | 神奈川県 | 足柄下郡箱根町                    |
| 川向                           | ●               |        |          |        |                         | ｜     | 神奈川県 | 足柄下郡箱根町                    |
| 仙郷楼前                       | ●               |        |          |        |                         | ▲      | 神奈川県 | 足柄下郡箱根町                    |
| 台ヶ岳                         | ●               |        |          |        |                         | ｜     | 神奈川県 | 足柄下郡箱根町                    |
| 仙石高原                       | ●               |        |          |        |                         | ▲      | 神奈川県 | 足柄下郡箱根町                    |
| 東京放送入口                   | ●               |        |          |        |                         | ｜     | 神奈川県 | 足柄下郡箱根町                    |
| 南仙石原                       | ●               |        |          |        |                         | ｜     | 神奈川県 | 足柄下郡箱根町                    |
| 箱根カントリー入口             | ●               |        |          |        |                         | ｜     | 神奈川県 | 足柄下郡箱根町                    |
| 姥子温泉入口                   | ●               |        |          |        |                         | ｜     | 神奈川県 | 足柄下郡箱根町                    |
| 温泉荘                         | ●               |        |          |        |                         | ｜     | 神奈川県 | 足柄下郡箱根町                    |
| パレスホテル箱根前             | ●               |        |          |        |                         | ｜     | 神奈川県 | 足柄下郡箱根町                    |
| 南温泉荘                       | ●               |        |          |        |                         | ▲      | 神奈川県 | 足柄下郡箱根町                    |
| 公園管理事務所前               | ●               |        |          |        |                         | ｜     | 神奈川県 | 足柄下郡箱根町                    |
| 白百合台                       | ●               |        |          |        |                         | ｜     | 神奈川県 | 足柄下郡箱根町                    |
| 箱根レイクホテル前             | ●               |        |          |        |                         | ｜     | 神奈川県 | 足柄下郡箱根町                    |
| 箱根桃源台                     | ●               |        |          |        |                         | ▲      | 神奈川県 | 足柄下郡箱根町                    |
| 湖尻                           | ●               |        |          |        |                         |        | 神奈川県 | 足柄下郡箱根町                    |
| ピクニックガーデン             | ●               |        |          |        |                         |        | 神奈川県 | 足柄下郡箱根町                    |
| 箱根園ゴルフ場                 | ●               |        |          |        |                         |        | 神奈川県 | 足柄下郡箱根町                    |
| 箱根園                         | ●               |        |          |        |                         |        | 神奈川県 | 足柄下郡箱根町                    |
| 箱根小田急山のホテル           | ▲               |        |          |        |                         |        | 神奈川県 | 足柄下郡箱根町                    |

凡例
- ●・○：上下線共乗降可能
- ▼・▽：下り乗車・上り降車のみ
- ▲：下り降車・上り乗車のみ
- ■：下り乗車のみ
- ★・☆：下り降車のみ
- ◆：上り降車のみ
- ｜：通過
- ∥：非経由

このうち白抜き記号（○、▽、☆）の停留所は一部の便のみ停車

### 小田急シティバスから継承

#### 夜行高速路線
- フローラ号：大崎・新宿・大宮 - 秋田 〈秋田中央交通〉
- パピヨン号：新宿 - 岐阜 〈岐阜乗合自動車〉
- ルミナス・マスカット号：新宿 - 津山・岡山・倉敷 〈関東バス・下津井電鉄・両備バス〉
- エトワールセト号：新宿 - 福山・尾道・三原 〈中国バス〉
- ブルーメッツ号：（ハイアットリージェンシー東京 → ）新宿駅西口 - バスタ新宿 - 中野団地北口 - 一宮バスターミナル - 高知駅 - はりまや橋 - 桟橋高知営業所〈とさでん交通〉
路線概要
車両は、3列独立シートのエアロクィーンIまたはセレガSHDを使用する。
- 運行担当は原則として、東京側の小田急ハイウェイバスと高知側のとさでん交通が0.5往復ずつ担当する。週末など多客期には2号車を運行する場合があり、2号車は予備車の運用状況によって運行会社が変動する。お盆、年末年始等の最ピーク期には増発便が運行され、専用車両ではない貸切車（4列シート、おおむね3号車以降）によって運行される場合がある。
路線沿革
  - 1991年（平成3年）5月1日 - 運行開始。当初は吉祥寺営業所まで運行されていた。
  - 2000年（平成12年）8月1日 - 小田急バスから小田急シティバスに移管[8]。吉祥寺乗り入れを廃止。
  - 2008年（平成20年）12月1日 - 中央道経由から東名高速経由に変更し、学生割引を設定（渋滞状況により中央道経由で運行されることもある）。
  - 2012年（平成24年）7月21日 - 御殿場JCT・三ケ日JCT間を新東名高速経由に変更。
  - 2014年（平成26年）10月1日 - 土佐電気鉄道と高知県交通の事業統合により、両社の担当便がとさでん交通に移管。
  - 2016年（平成28年）
    - 4月4日 - バスタ新宿が開業し乗り入れ開始[注釈 5]。
    - 10月1日 - とさでん交通一宮高知営業所廃止に伴い一宮バスターミナルに改称。高知側起終点を桟橋高知営業所に変更し、知寄町停留所を廃止。

  - 2019年（平成31年）2月1日 - 運賃制度改定。カレンダー運賃と早トク割引の導入、往復割引の廃止。
  - 2020年（令和2年）4月8日 - 新型コロナウイルスの感染拡大の影響により、この日の出発便から当面の間運休となる[23]。
  - 2021年（令和3年）12月23日 - 2022年1月5日までの期間限定で運行再開。
  - 2022年（令和4年）
    - 8月10日 - 8月15日までの期間限定で運行再開。

#### 昼行高速路線

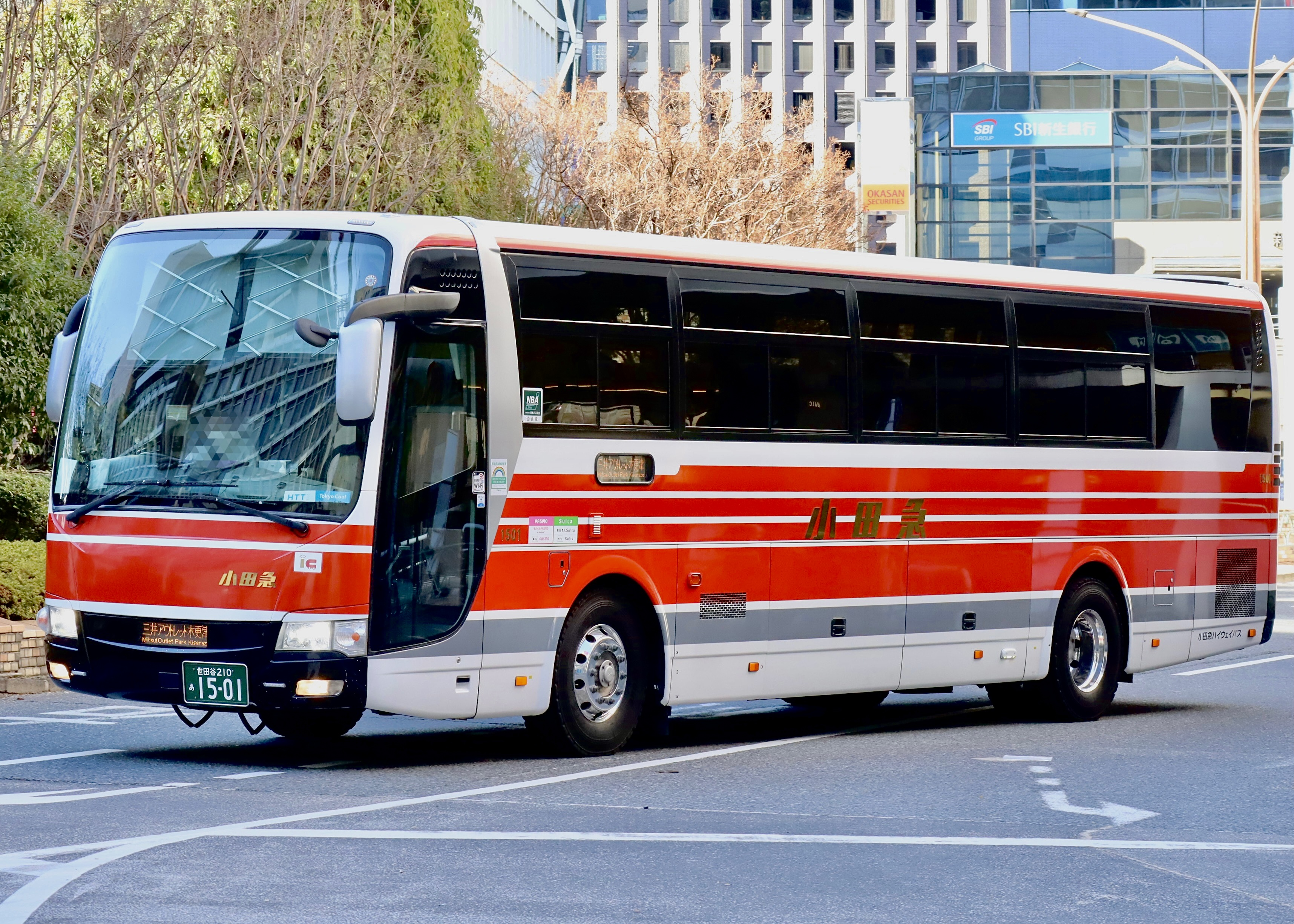
三井アウトレットパーク線（小田急電鉄復刻カラー）

- 袖ヶ浦・木更津線：バスタ新宿 - 木更津金田バスターミナル・袖ケ浦バスターミナル・木更津駅西口〈小湊鉄道〉[24][25]
- 袖ヶ浦・木更津線：木更津駅西口・袖ヶ浦バスターミナル・木更津金田バスターミナル → 角筈二丁目・新宿駅西口（土休日最終便のみ）
- 三井アウトレットパーク線：新宿駅西口 - （無停車） - 三井アウトレットパーク木更津〈小湊鉄道〉[26]

路線概要
- 東京湾アクアラインを経由し、新宿駅と千葉県内を結ぶ昼行高速バス。小田急では「アクアライナー」ではなく、「アクアライン高速バス」「アクアライン号」などの呼称を用いている。
- 小田急シティバス設立から合併後の2022年3月31日までは原則として専用車（小田急グループ共通色のエアロエース）での運行されたが、4月1日の経堂営業所廃止以降は、旧・小田急箱根高速バスからの移管車両も運用に使用されるようになった。

## コミュニティバス
ここに挙げたもの以外にも、世田谷区コミュニティバスとして扱われている路線が複数存在する。一覧は世田谷区公式サイト「世田谷区のコミュニティバス」を参照。
小田急バス若林営業所管内（小田急ハイウェイバスが運行受託）では、経堂・八幡山路線〈経02系統〉がある。

### 祖師谷・成城地域循環路線（せたがやくるりん）

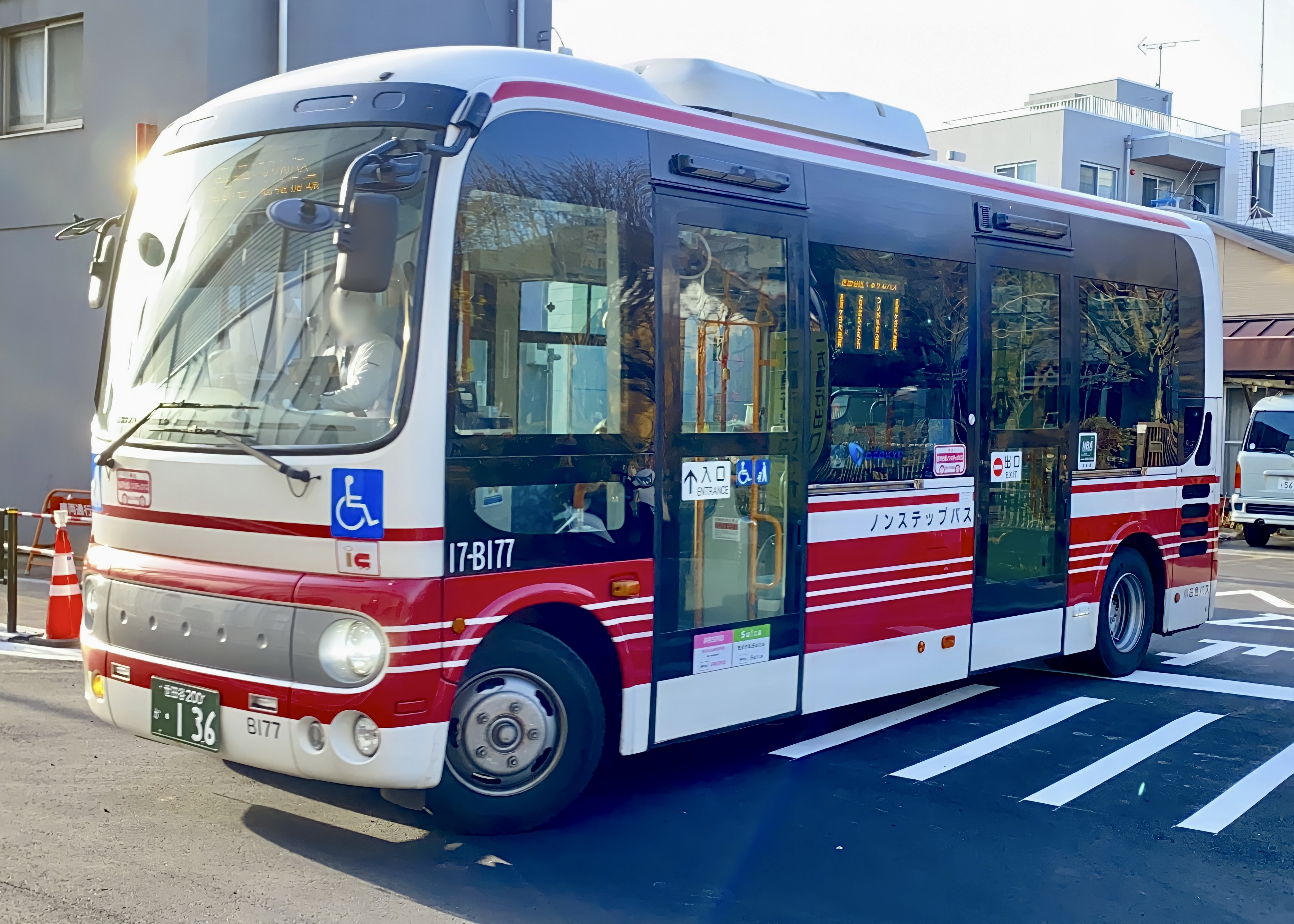
「せたがやくるりん」の車両
日野・ポンチョ

- 世田谷区くるりんバス：祖師ヶ谷大蔵駅北口 → 祖師谷商店街 → 塚戸南 → 上祖パンダ公園南 → 砧総合支所（成城学園前駅入口） → 砧図書館 → 祖師ヶ谷大蔵駅北口

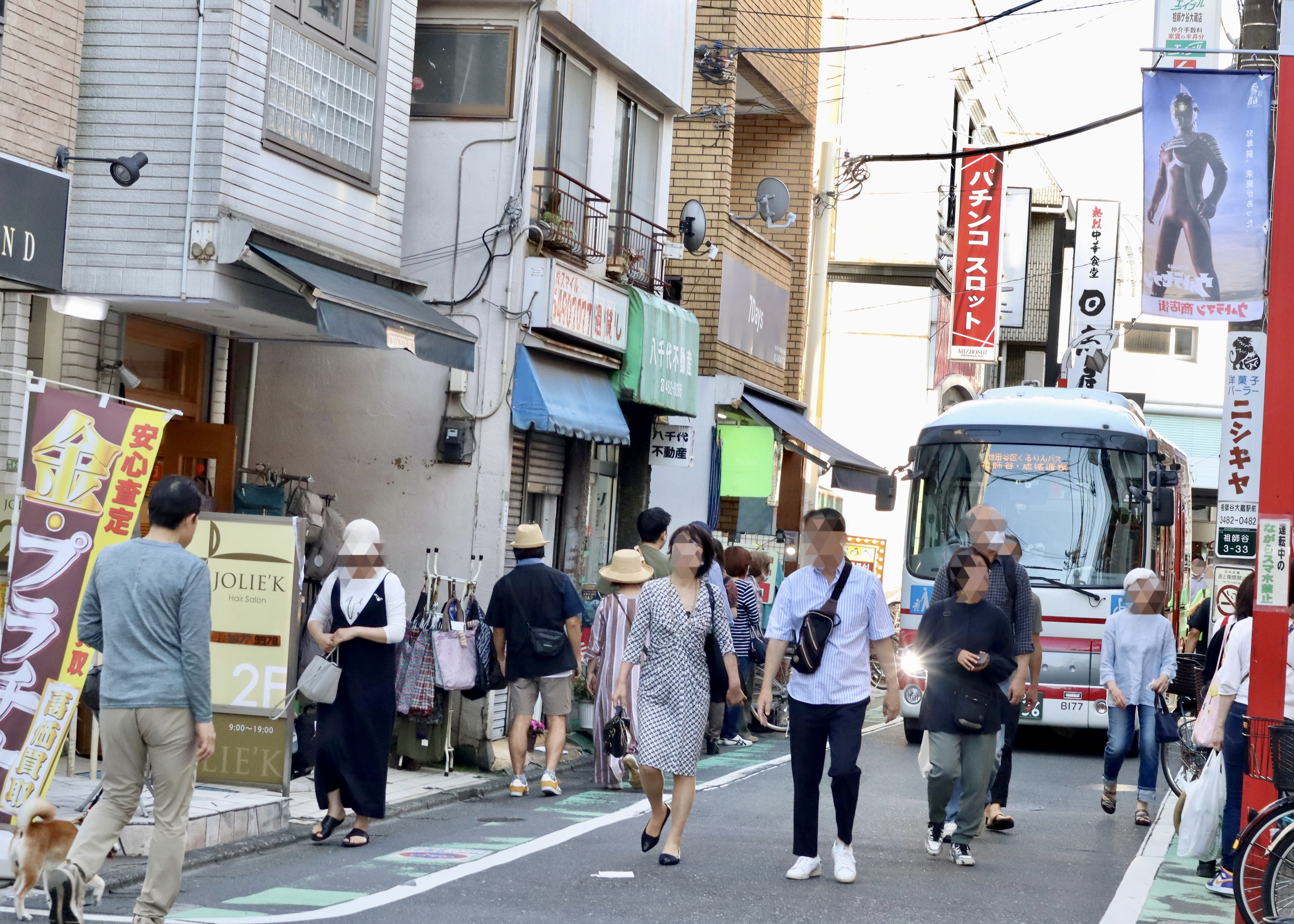
通称・ウルトラマン商店街の雑踏の中を走行する「せたがやくるりん」

世田谷区のコミュニティバスで、「せたがやくるりん」という愛称が付けられている。2005年12月19日運行開始。開業当初は小田急バスの路線（狛江営業所が担当）であったが、2006年11月より小田急シティバスに移管され、一般路線では唯一の小田急シティバスの自社運行路線となった。路線移管に伴い、専用車両も狛江営業所から小田急シティバスへ転属した。
「せたがやくるりん」の乗り場は、東急バスのロータリーとは反対側の祖師ヶ谷大蔵駅北口。「ウルトラマン商店街」に進入し狭隘区間を通行するため、開業当初より小田急バスカラーの小型車が用いられ、初代車両は三菱ふそう・エアロミディMEであった。専用車両として1台（B555号車。KK-ME17DF、2003年式）がラッピングバスとなり、小田急バスカラーの車両に虹色のパートラッピングが施された。その後は代替により2代目車両として、小田急バスカラーの日野・ポンチョ（2ドアロングボディ）が使用されている。
2023年6月1日のダイヤ改正により、平日朝ラッシュ時間帯は2台体制での運行になった(祖師ヶ谷大蔵駅7時台発)。
2025年4月1日のダイヤ改正により、運行時間を短縮して全日1台体制での運行に戻った(運行しない時間帯も発生する)。

### 希望ヶ丘路線　千歳船橋ルート（船橋希望ヶ丘線）
- 歳25：千歳船橋駅 - 船橋地区会館 - 希望ヶ丘団地（世田谷区コミュニティバス「希望ヶ丘路線　千歳船橋ルート」）

路線沿革
- 2003年3月30日：運行開始。

世田谷区の公式サイトではコミュニティバス「希望ヶ丘路線（千歳船橋ルート）」として扱われている。荒玉水道道路をルートにしており、水道道路は埋設されている上水道管を保護する必要上、道路を走る自動車の重量に制限が設けられている。その重量制限の関係と世田谷特有の狭隘路もあり、小型バスによる運行（祖師谷・成城循環や調布市ミニバス東路線と同型車）となっている。希望ヶ丘団地では折り返しせず、周囲を循環するルートである。当初は最終便のみ希望ヶ丘団地止まりで、到着後は梅01として梅ヶ丘駅北口まで営業運行し入庫していた（早朝の始発便は、片道のみの若林営業所→梅ヶ丘駅系統として営業運行された後、梅01として希望ヶ丘団地まで営業運行）。
元は土休日を含む全ての日の時間帯で30分ヘッドでの運行であったが、2020年4月1日に行われたダイヤ改正で減便され、始発が6時台に出た後、9時台、13時台、17時台の運行はなくなり、一部時間帯のみ30分ヘッドの運行となった。その後、2023年6月1日のダイヤ改正で9時・13時・17時の便が再設定された。このダイヤ改正で平日のみ希望ヶ丘団地止まりの最終便後は後述の歳24の一部を担当し、経01で経堂駅に到着後に回送入庫となった。
2025年4月1日のダイヤ改正により、土曜9時台1本のみの免許維持路線となった(千歳船橋駅発着前後は回送)。

## 一般路線

### 世田谷営業所
小田急バス若林営業所管内の一般路線の運行を受託している。いずれも小田急シティバスが小田急バスから受託していた路線で、小田急ハイウェイバス発足と同時に小田急シティバスから継承し、引き続き小田急バスから運行を受託する。

#### 三軒茶屋線

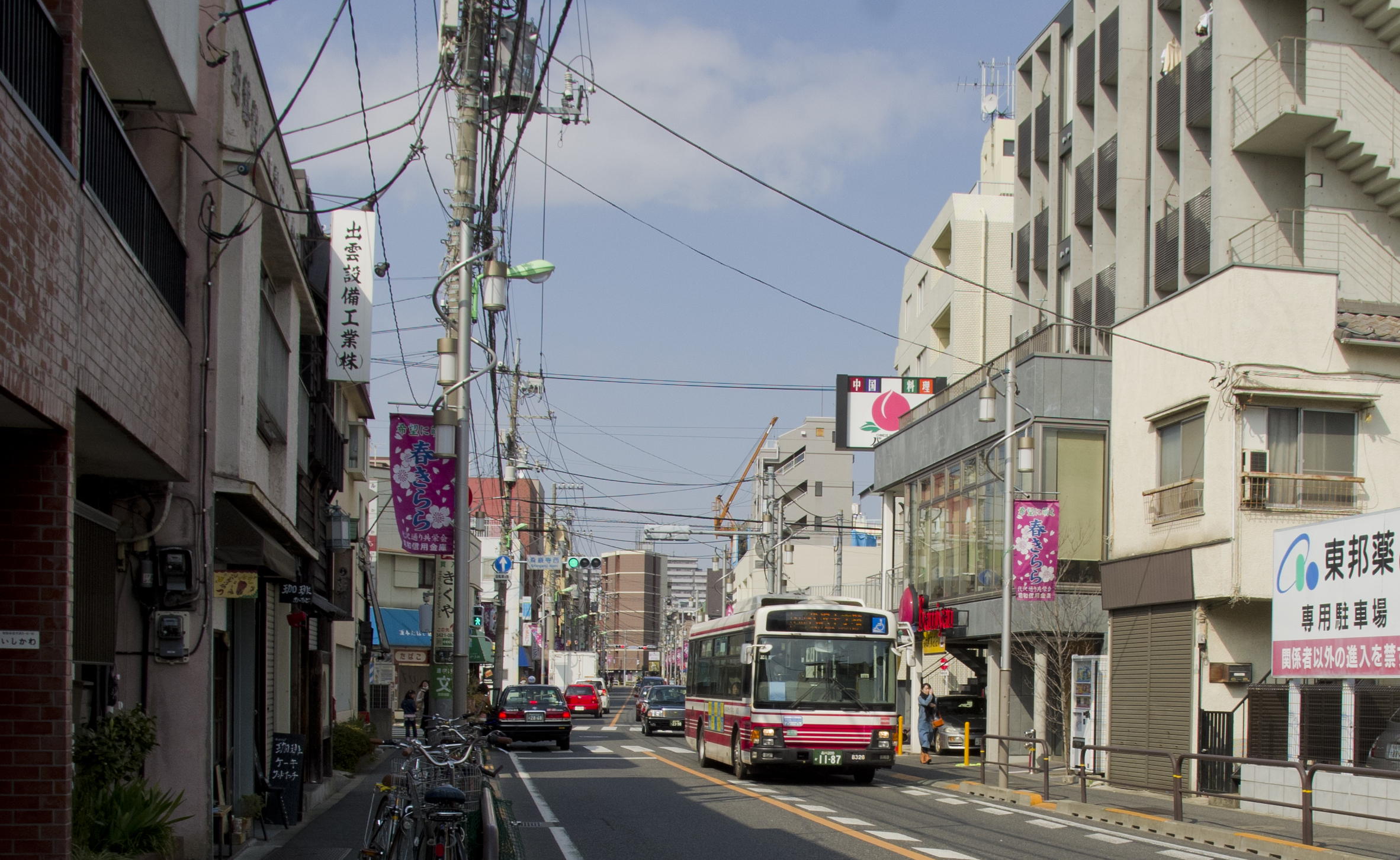
下61系統の走行風景。中型車（いすゞ・エルガミオ）による運行

- 下61：北沢タウンホール - 下北沢駅前 - 代沢小学校 - 代沢十字路 - 三軒茶屋 - 上馬 - 駒沢陸橋

路線沿革
- 1950年11月10日 - 新宿三光町 - 幡ヶ谷 - 下北沢駅前 - 三軒茶屋間として開通。京王帝都電鉄と共同運行。
- 昭和40年代 - 下北沢引返所 - 野沢間に変更、小田急バス単独となる。
- 1990年 - 起点バス停名を「下北沢引返所」から「北沢タウンホール」へ改称。同時に行先表示を「下北沢駅」から「北沢タウンホール」へ変更。
- 1993年（平成5年）5月10日 - 野沢交番 - 駒沢陸橋間を延伸。
- 2001年（平成13年）1月16日 - 小田急シティバスが運行受託を開始。

下北沢駅近くの北沢タウンホールから茶沢通り、玉川通り（国道246号）、環七通りを経由して、世田谷区と目黒区の境界付近にある駒沢陸橋まで結ぶ路線である。世田谷区内の集客力の高い商業地区である下北沢と三軒茶屋を一直線に結んでいる。
下北沢駅は駅前が狭くバスロータリーがないため、北沢タウンホールの敷地内に専用のバス発着所が設けられている。一方、反対側の駒沢陸橋には折り返し設備がなく、環七通りの陸橋下の側道に併設されているUターン路を利用して向きを変える。一部に北沢タウンホール - 三軒茶屋の区間便も設定されているが、出入庫回送時は世田谷通りや玉川通り等を折り返している。
また、代沢十字路 - 三軒茶屋間で歩行者天国の実施される日曜・祝日・振替休日は北沢タウンホール - 代沢十字路間の折り返し運行となるが、この場合は代沢十字路 - 若林営業所間を回送して若林営業所の敷地内で折り返しを行う。歩行者天国実施時間帯は代沢十字路 - 駒沢陸橋間で運行されないため、通常時は本数が多いものの歩行者天国実施日の利用には注意が必要である。

本路線は若林営業所の路線の中では最も古いもので、もともとは大東急分割直後都内に路線バスを持たない小田急電鉄が苦労して漸く1950年6月に幡ヶ谷 - 大山町 - 下北沢駅前 - 代沢十字路 - 三軒茶屋間、および下北沢駅（旧南口） - 下北沢駅前間の免許を獲得したところへ同年8月に武蔵野乗合自動車の買収話があったため、武蔵野乗合自動車改め小田急バスにこの未開業線を無償譲渡して開業に漕ぎ着けたもの。当初は三軒茶屋 - 新宿三光町間を結び、京王帝都電鉄と共同運行を行っていた。その後、昭和40年代初頭に下北沢引返場 - 野沢銀座間に短縮され、さらに野沢交番、駒沢陸橋へと延長されている。野沢交番発着となって以来、駒沢陸橋下で折り返しており、1993年3月に都営バス宿91系統が「野沢折返所」（現・サミットストア野沢龍雲寺店駐車場敷地）の廃止により発着点を駒沢陸橋へ変更した際、小田急バスも歩調を合わせて営業区間を延伸し駒沢陸橋発着となった。
なお、駒沢陸橋は小田急バスと都営バスの折り返しの都合で新設された停留所であり、並行する東急バス環七線（森91系統：大森操車所 - 新代田駅前）は駒沢陸橋上を越えるため停車しない。2013年3月31日をもって都営バス宿91系統の駒沢陸橋発着便は廃止され、4月1日以降に駒沢陸橋で折り返す路線は下61系統のみとなった。

#### 梅ヶ丘線
- 渋54：渋谷駅 - 駒場 - 淡島 - 代沢小学校 - 宮前橋 - 梅ヶ丘駅北口 - 六所神社前 - 経堂駅
- 渋54：渋谷駅 - 駒場 - 淡島 - 代沢小学校 - 宮前橋 - 梅ヶ丘駅北口

路線沿革
- 1954年（昭和29年）10月1日 - 渋谷駅 - 梅ヶ丘駅 - 経堂駅間として開通。
- 1970年代 - 渋谷駅 - 梅ヶ丘駅間に短縮。
- 2001年（平成13年）5月16日 - 小田急シティバスが運行受託を開始。
- 2003年（平成15年）10月16日 - 一部便を希望ヶ丘団地まで延長。
- 2009年（平成21年）8月31日 - 希望ヶ丘団地便を廃止し、夜間の一部の便を除き梅ヶ丘駅北口行きを経堂駅まで延長。

渋谷駅から主に淡島通りや梅丘通りを経由して小田急小田原線梅ヶ丘駅・経堂駅まで結ぶ路線である。この路線は当初経堂駅 - 渋谷駅間で運行されていたが、1970年代に梅ヶ丘駅 - 渋谷駅間に短縮されたものである。開通間もない頃には、美空ひばりが車掌に扮した映画が撮影されている。
渋谷駅から淡島までは東急バス若林線（渋51・52系統）と並行している。以前は大型車運用の路線だったが、小田急シティバス委託開始の少し前から中型車運用の路線に変わった。現在、梅ヶ丘駅折返便では駅北口のロータリーで折り返しているが、かつては駅の南側で折り返し、小田急小田原線の複々線化工事の際には駅に程近い折り返し所で引き返していた時期もあった。
小田急小田原線の高架化による踏切解消後の2003年10月16日より、一部の便が梅ヶ丘駅北口から先、梅01の路線に入り、経堂・希望ヶ丘団地まで向かうようになった。さらに翌年の2004年12月1日からは、渋谷駅から道玄坂上までは（梅ヶ丘方向）道玄坂を上がらず、玉川通り（国道246号）経由に改められた。渋24系統（渋谷駅 - 成城学園前駅）と渋26系統（渋谷駅 - 調布駅南口）は変化がなく、道玄坂経由のままであるが、道玄坂で歩行者天国が行われる時と21時以降はこれらの2系統も玉川通り（国道246号）を経由する。
その後経堂駅の駅前広場の完成に伴い、2009年8月31日のダイヤ改正により希望ヶ丘団地行きが廃止され、夜間の一部便を除きほぼすべての便が梅ヶ丘駅北口から経堂駅まで延伸された。これにより概ね運行開始当初の路線に戻った形となった。

#### 経堂線
- （系統番号なし）若林営業所 - 宮前橋 - 梅ヶ丘駅（出庫早朝1本・入庫夜間1本・平日のみ）
- 経01：経堂駅→経堂赤堤通り団地→希望ヶ丘団地→船橋小学校→千歳船橋駅
- 経01：千歳船橋駅→千歳台三丁目→希望ヶ丘記念公園→希望ヶ丘団地→経堂赤堤通り団地→経堂駅(2023年6月1日から2025年3月31日まで夜間の1本が小型車で運行)
- 経02：経堂駅 - 経堂赤堤通り団地 - 希望ヶ丘団地 - 上北沢二丁目 - 八幡山駅（世田谷区コミュニティバス「経堂・八幡山路線」、京王バス永福町営業所と共同運行）
- 梅01：梅ヶ丘駅→経堂駅→経堂赤堤通り団地→希望ヶ丘団地→船橋小学校→千歳船橋駅（早朝に1本のみ「希望ヶ丘団地」止まり便の設定があったが、2025年4月1日より運行なし）
- 梅01：千歳船橋駅→千歳台三丁目→希望ヶ丘記念公園→希望ヶ丘団地→経堂赤堤通り団地→経堂駅→六所神社前→梅ヶ丘駅（深夜バスも運行。土休日23時台の深夜バス最終便1本は「赤堤通り直進」として経堂駅を非経由。夜間に1本のみ希望ヶ丘団地→経堂駅→梅ヶ丘駅便があったが2025年4月1日より運行なし）
- 梅02：梅ヶ丘駅 - 六所神社前 - 経堂駅(2023年6月1日より平日朝6時台1本のみ・2025年4月1日より運行なし)
- 歳22：千歳船橋駅→千歳台三丁目→希望ヶ丘記念公園→希望ヶ丘団地→粕谷一丁目→千歳台三丁目→千歳船橋駅（休日千歳船橋駅午前1本のみ・小型車で運行）
- 歳24：千歳船橋駅→千歳台三丁目→希望ヶ丘記念公園→希望ヶ丘団地（深夜バスのみで一時廃止されたが、2023年6月1日より平日の朝夕に復活・2025年3月31日までは夜間の一部が小型車で運行）

路線沿革
- 2001年（平成13年）11月16日 - 小田急シティバスが運行受託を開始。
- 2002年（平成14年）3月1日 - 千歳船橋駅発の便を希望ヶ丘記念公園経由に変更。
- 2003年（平成15年）10月16日 - 深夜バス系統・歳24の運行を開始。
- 2009年（平成21年）8月31日 - 経01、梅02の運行を開始。
- 2014年（平成26年）1月16日 - 経02（世田谷区コミュニティバス「経堂・八幡山路線」）[31] の運行を開始。
- 2023年（令和5年）6月1日 - ダイヤ改正により歳24系統の運行が朝夕に復活

経堂線には環八通りを通る区間があり、船橋四丁目交差点の右折に伴う渋滞の影響を受けて遅延することが多かった。遅延の影響を抑えることと、駅から遠い千歳台地域の交通の便を確保するために複雑なルート設定になっている。
このため、経01系統は成城警察署前を除き、千歳台三丁目→廻沢→希望ヶ丘記念公園→千歳台四丁目は経堂駅方面のみ、船橋小学校→水道局前は千歳船橋駅方面のみが停車する形となっており、千歳船橋駅では折返場は使用せず、京王バス同様に高架下を通過して、桜丘5丁目付近を通って環八通りへとループする形で走行するが、桜丘5丁目や水道局前は通過し、成城警察署前まで無停車となっている｡
歳22は、休日の午前に一便ずつのみ設定されており、千歳船橋駅から希望ヶ丘団地まで経01と同ルートを走行した後、調布経堂停車場線を左折し、千歳温水プールや千歳清掃工場付近を通り、環八を渡って、天然ガススタンド前の交差点を左折し、廻沢通りを南下して再び千歳台三丁目へ合流し、成城警察署前や水道局前を経由して千歳船橋駅ヘと戻る循環路線となっている。
梅01系統は、「水道辻」停留所より梅ヶ丘駅まではほぼ赤堤通りを経由するが、「経堂赤堤通り団地」停留所の先でいったん赤堤通りから外れて経堂駅を通り、「六所神社前」停留所から赤堤通りに戻る。この間に「赤堤小学校前」「大和橋」「経堂駅」「経堂駅入口」「ユリの木公園」「赤堤」の6箇所の停留所が設定されている。土休日の上り最終便のみ「経堂通過」と時刻表に掲載されており(車両の行先表示には「赤堤通り直進」と表示される)、「経堂赤堤通り団地」から赤堤通りを直進し、6停留所を経由せず「六所神社前」へと運行している。
経堂駅駅前広場の完成に伴う2009年8月31日のダイヤ改正により、経01（梅01の経堂駅以東をカット）、梅02（梅01の経堂駅以西をカット・出入庫系統）が新設され、ほとんどの便は経01による運行にシフトし、梅01は梅02と同様に、主に出入庫便として運行されるようになった。
また早朝夜間に1本だけ設定されている希望ヶ丘団地発着の梅01と、若林営業所 - 梅ヶ丘駅の系統番号のない出入庫便は、それぞれ歳25の出入庫便であったが、2025年4月1日より希望ヶ丘団地発着の梅01は運行されなくなり、出入庫便は他系統とのセットに変更された。
歳22系統は、2009年夏までは日中のみ6便、約30分 - 2時間半おきに設定されていたが、2009年8月31日のダイヤ改正により休日の夕方1本のみに減便された。2023年6月1日のダイヤ改正で土休日千歳船橋駅7時台1本の運行となり、使用車両が小型車に変更となった。
梅01・経01の経路上、希望ヶ丘団地停留所から経堂駅方面の2つ目に「八幡山」という停留所があったが、京王線八幡山駅からは1km以上離れていた。この停留所は2016年4月11日に「希望ヶ丘東公園」へ改称された
2014年1月16日から、経02系統が新設された。世田谷区の公式サイトではコミュニティバス「経堂・八幡山路線＜経02＞」として扱われている。京王バス永福町営業所との共同運行で、料金も京王バスに合わせている。平日は7時台 - 20時台、土休日は7時台 - 18時台の運行で、平日・土休日共に30分ヘッドでの運行。経堂駅から経01・梅01と同じルートを進み、「桜上水二丁目」を過ぎて「水道辻」（千歳船橋方面）の直前の交差点で左折し、希望ヶ丘通りへ入る。経02開業と同時に「すきっぷ前」停留所が八幡山駅方面のみ新設され、経堂駅方面は、経01系統などの本線系統にある「水道辻」停留所と位置が近いため設置されなかった。2016年10月17日のダイヤ改正より、経由地が船橋交番北経由から希望ヶ丘団地経由に変更となった。上北沢二丁目 - 八幡山駅 - 上北沢二丁目間は都立松沢病院を周回する片循環である。この路線の開業で、以前は希望ヶ丘団地で乗り換えが必要だった経堂駅周辺の商圏・赤堤地区と、上北沢・八幡山地区が一本で移動できることになった。
2025年4月1日のダイヤ改正により平日のみ梅ヶ丘駅〜若林営業所間の出入庫便が1往復新設され、平日のみ残っている梅02は運行なしとなった。

#### 新宿 - よみうりランド線（季節運行）

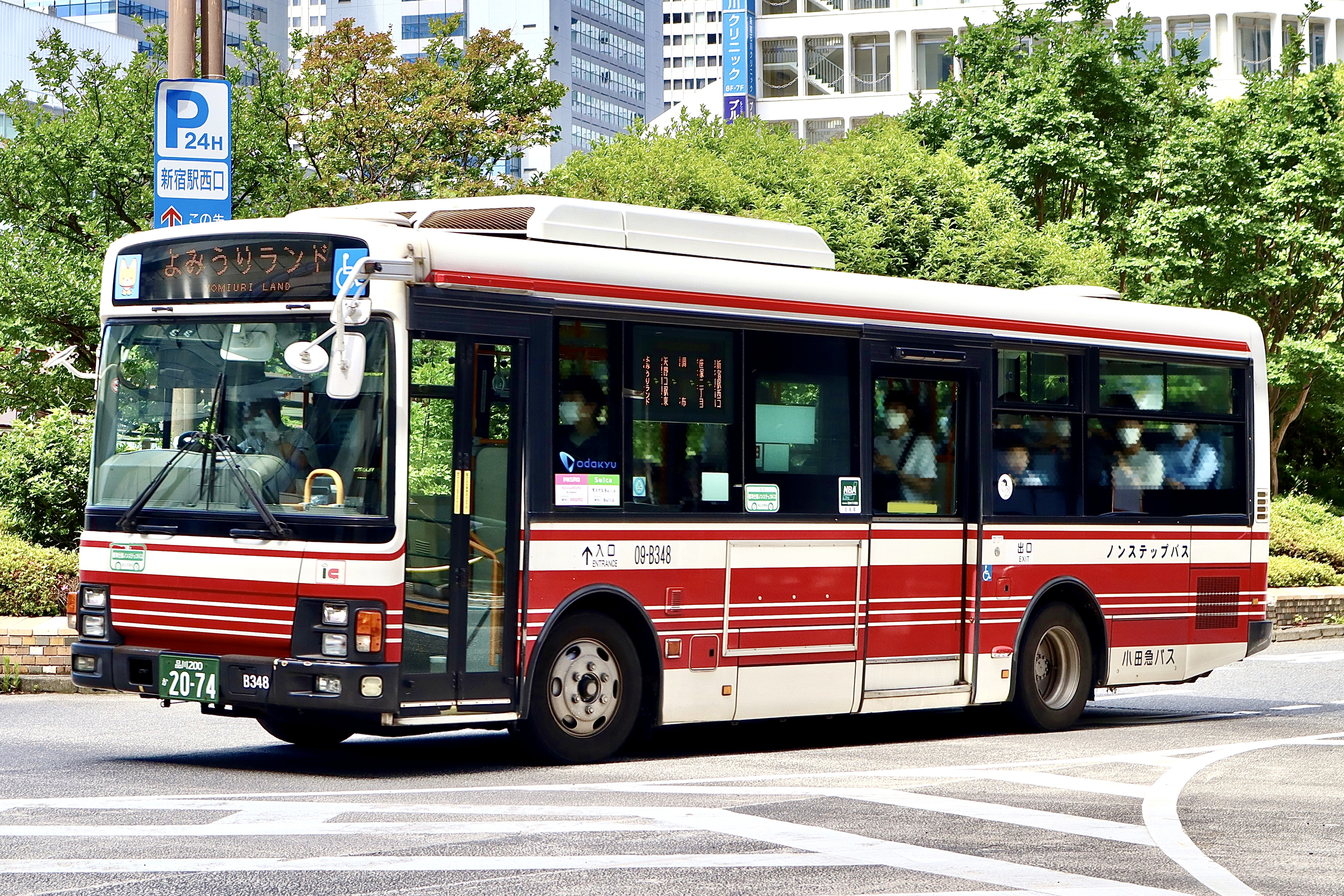
新宿駅を発車するよみうりランド行き

- 新宿駅西口 → 角筈二丁目 → 東京オペラシティ南 → 幡ヶ谷駅 → 笹塚二丁目 → 笹塚駅 → （この間無停車） → 調布 → 矢野口駅東 → 京王よみうりランド駅 → よみうりランド
- よみうりランド → 京王よみうりランド駅 → 矢野口駅東 → 調布駅北口 → （この間無停車） → 笹塚駅 → 笹塚二丁目 → 幡ヶ谷駅 → 東京オペラシティ南 → 角筈二丁目 → 新宿駅西口
- 新宿駅西口 → 角筈二丁目 → 東京オペラシティ南 → 幡ヶ谷駅 → 笹塚二丁目 → （この間無停車） → 宮前橋 → 若林営業所

路線沿革
- 1989年（昭和64年） - 季節運行路線のため、すでにしばらくのあいだ運行されていなかったが、いったん休止路線に指定される。
- 2000年（平成12年）9月17日 - 路線を復活とした。所管営業所は吉祥寺営業所とされた。
- 2002年（平成14年）3月 - 所管営業所が若林営業所（小田急シティバス世田谷営業所）へ移管され、所管営業所も復帰した。
- 2019年（平成31年）3月1日 - 同日付の小田急バスからのお知らせで、6月の日曜・祝日ダイヤの日に1往復のみの運行に変更となることが発表される[34]。同時に入庫便となる若林営業所行きも復活された。ただし、出庫便は回送されるため、片道のみの復活となった。
- 2023年（令和5年） - 5月15日に川崎市内運賃が改定されたことに伴い、この年の運行分より全区間が均一運賃となった[35]。
- 2025年（令和7年）6月22日 - 新宿駅西口再開発に伴い、発着バス停を35番停留所から26番停留所に変更[36]。

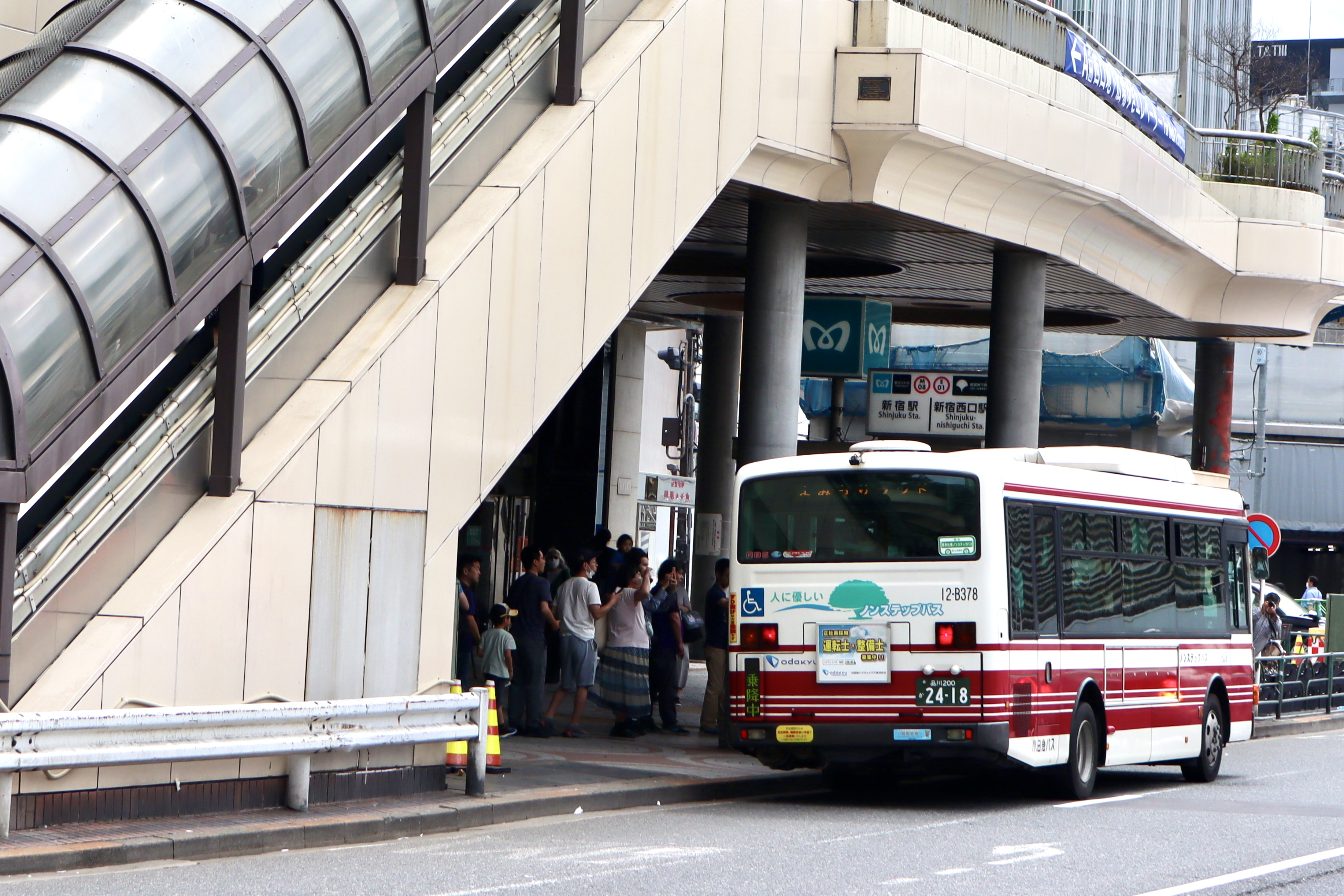
新宿駅西口35番乗り場にて乗車扱いを行なうよみうりランド行き(2024年6月9日撮影)

毎年6月1日 - 6月30日の季節運行で、日曜・祝日ダイヤの日に1往復だけ運行される。笹塚二丁目 - 調布（調布駅北口）間は甲州街道（国道20号）・旧甲州街道を走り途中無停車であるが、それ以外の区間は重複する系統の停留所に停車する。2018年（平成30年）までは毎年3月16日 - 6月15日・9月16日 - 11月15日の季節運行で、日曜・祝日・振替休日に2往復と入庫2本だけの運行されていたが、2019年度より現在の運行形態となった。
本路線は小田急バスの一般路線の中で一番の長距離路線である（21.42 km）。なお、毎日運行で最も長い小田急バス一般路線は 宿44（武蔵境駅南口 - 新宿駅西口）である（18.56 km）。

よみうりランド行きは、調布駅北口ロータリーには乗り入れず、旧甲州街道沿いのにある「調布」停留所（セブン-イレブン調布小島1丁目店前）に停車する。なお、この「調布」停留所は初代調布駅があった場所（「調布銀座」商店街付近）で、武蔵野乗合自動車時代には同社のバス折返場があり、同社創業当時から残っている停留所の一つである。この「調布」停留所は毎日運行の一般路線も停車し、調布駅北口始発の吉06系統の吉祥寺駅行きと鷹56系統の三鷹駅行きが停車する。同ルートを走行する他の系統や京王バスの路線は通過する。
新宿駅西口行きは、旧甲州街道沿いの西友調布店前にあった「調布駅北口」停留所に停車していた。西友前の「調布駅北口」停留所には境91系統の狛江駅北口行きのみが停車していたが、調布駅北口のロータリー整備完了に伴い、2020年11月16日から北口ロータリーへの乗り入れを開始し、西友前の停留所は廃止された。
なお、矢野口駅東を境に運賃形態が異なっており、新宿駅側は都区内運賃、よみうりランド側は川崎市内運賃となっている。2022年までの運行では、都区内と川崎市内で運賃が異なっていた（都区内側が高い）ため、新宿駅西口行きに乗車する場合は、行き先の申告が必要であったが、2023年5月15日に川崎市内運賃が改定されたことにより、運賃の差額は解消された。2023年は、大人220円・子供110円（どちらも現金・IC共通）となり、2024年以降は、大人240円（現金・IC共通）・子供120円（ICの場合は50円）となる。
若林営業所前行きは、笹塚二丁目を出ると環七通りを経由して「宮前橋」停留所まで直行し、代田橋、大原町、代田六丁目、新代田駅前、代田四丁目の各停留所には停車しない。
当路線がいったん休止される前にも若林営業所が担当しており、当時から季節運転路線であった。当時は系統番号が付されており、本線の新宿駅西口 - よみうりランド間が「宿50」系統、入出庫路線は「宿51」→「宿50-1」系統であった。若林営業所前発新宿駅西口行きの区間便も存在した。
若林営業所から新宿駅西口へは淡島通り、山手通りを経て回送される。これは環七通り外回りの大原交差点が右折できないためである(環七通り外回りで大原を過ぎてからの右折は杉並区内に入った「和泉」交差点が可能)。ハイウェイバス所属車のバスタ新宿入出庫ルートは往復とも淡島通り、山手通り等を経由している。

### 御殿場営業所
御殿場～天悠線

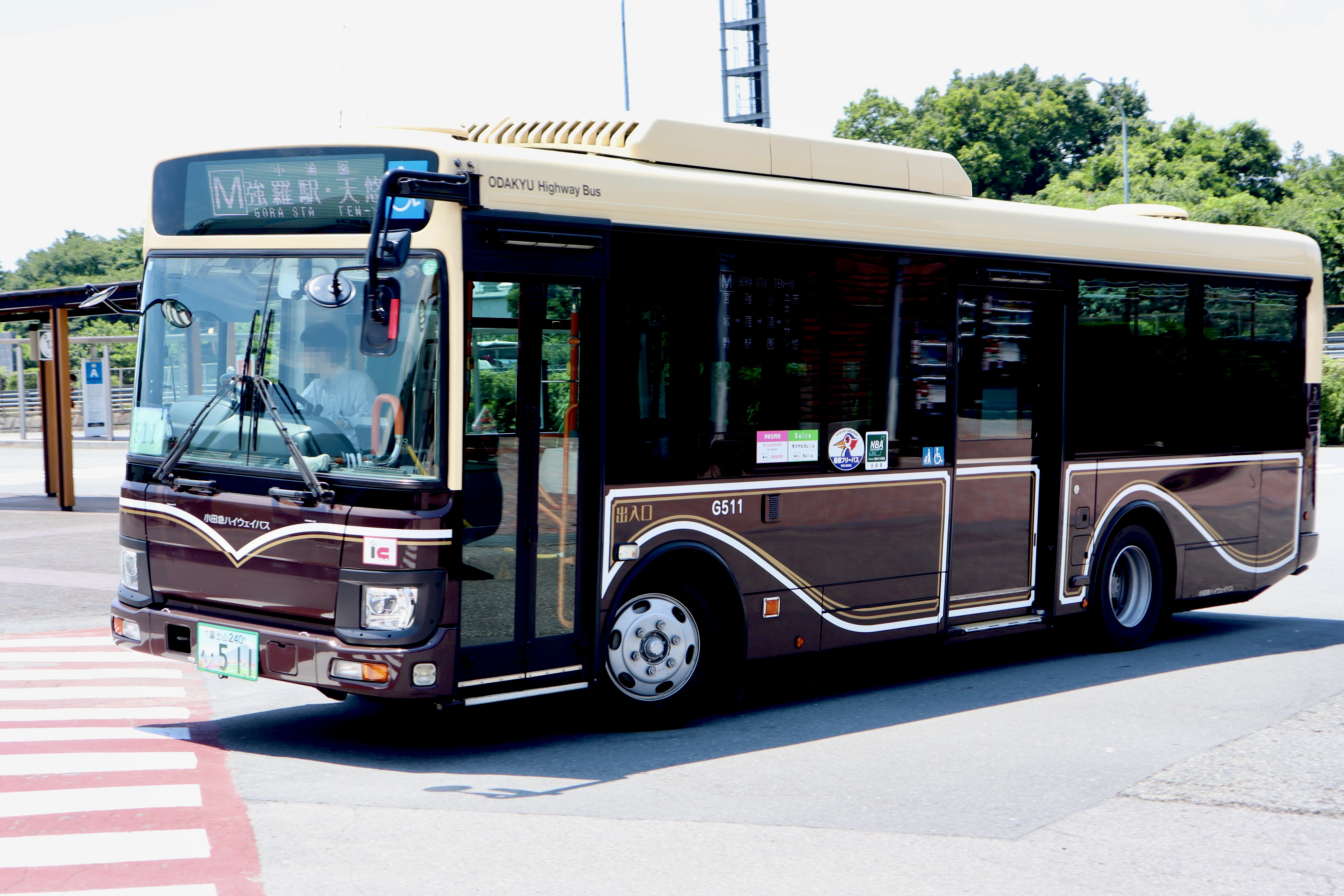
御殿場～天悠線として使用されるG511号車（元箱根登山バスB283）

- 【M】：御殿場プレミアム・アウトレット - 乙女峠 - 仙石 - 宮城野営業所前 - 強羅駅 - 彫刻の森駅 - 小涌園 - 天悠《箱根登山バス小田原営業所と共同運行》
- 【G】：御殿場駅 - 東名御殿場 - 乙女峠 - 仙石 - 宮城野営業所前 - 強羅駅 - 彫刻の森駅 - 小涌園 - 天悠《箱根登山バスと共同運行》
  - 2024年4月1日より参入[38]。

## 休止、廃止・撤退路線
以下のバス停留所は、いずれも路線の休廃止時点のものである。
- 宿51→宿50-1〈若林営業所→新宿駅西ロ〉
  - 1989年休止。2000年の復活後、営業所の担当を後に復活した当初入出庫は休止のままで回送して居た。更に後年入庫便のみ再開したために出庫便の休止は継続中である。

### ニューブリーズ号
- 東京・新宿 - 西条・広島 〈JRバス中国〉
  - 2023年4月1日 - 路線廃止

### アウトレット線

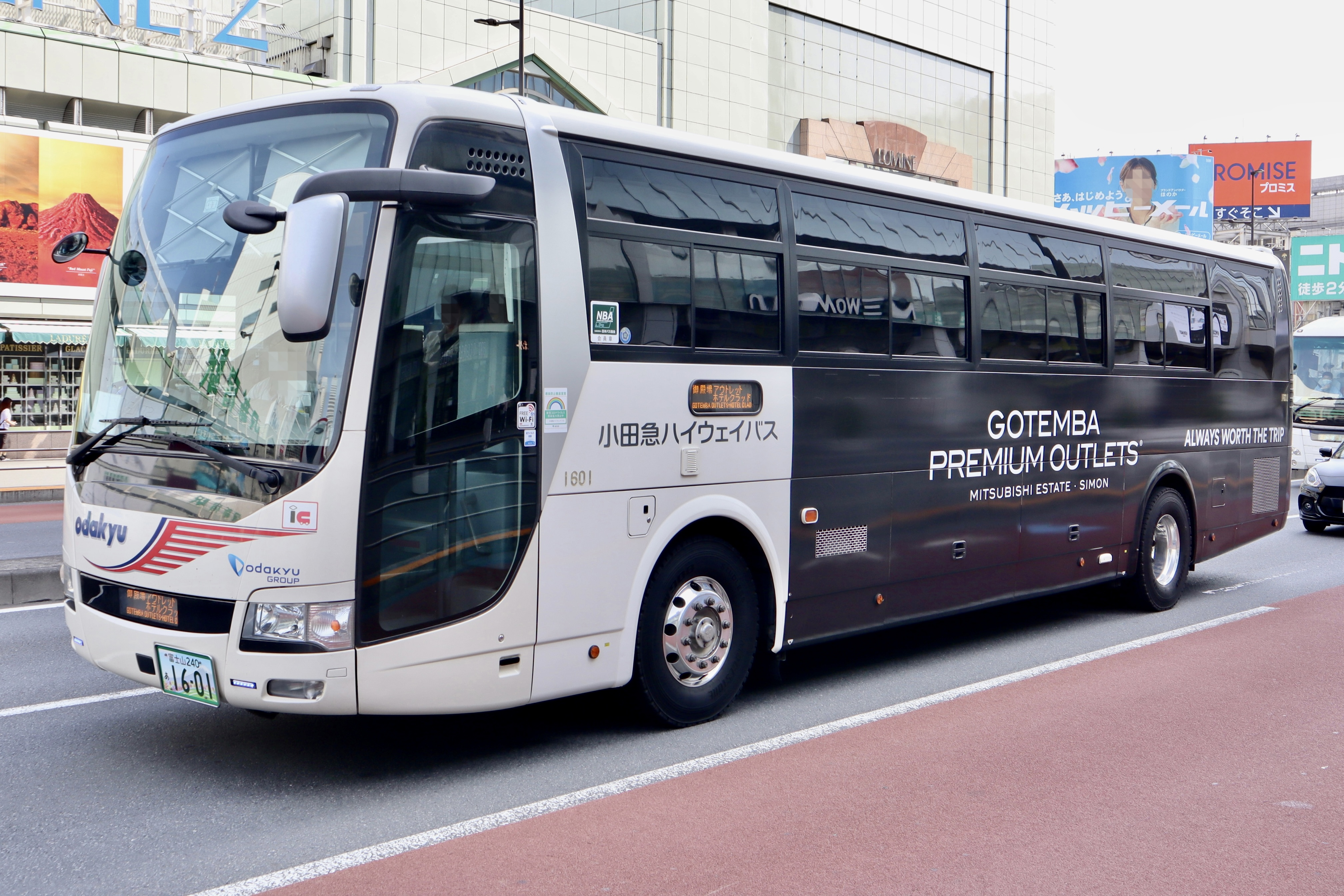
専用車で運行される御殿場プレミアム新宿号

- 御殿場プレミアム新宿号：新宿高速バスターミナル・新宿駅西口（上りのみ）・池尻大橋（上りのみ） - （無停車） - 御殿場プレミアム・アウトレット - ホテルクラッド・木の花の湯

路線沿革
- 2010年3月13日 - 小田急箱根高速バス時代のツアーバスに加えて、新宿行きの高速路線バスの運行を開始。
- 2015年10月1日 - 同日乗車分より、座席予約システムをJRバス系の「高速バスネット」へ移行。
- 2016年11月1日 - アウトレット行きも運行を開始し、東名御殿場停留所を新設[39]。
- 2018年6月1日 - ダイヤ改正により東名御殿場停留所が廃止[40]。
- 2022年6月1日 - ホテルクラッド・木の花の湯まで延伸。
- 2024年6月1日 - 箱根線と路線統合し、廃止となる。

### 冨士霊園 直通墓参バス（ツアーバス）

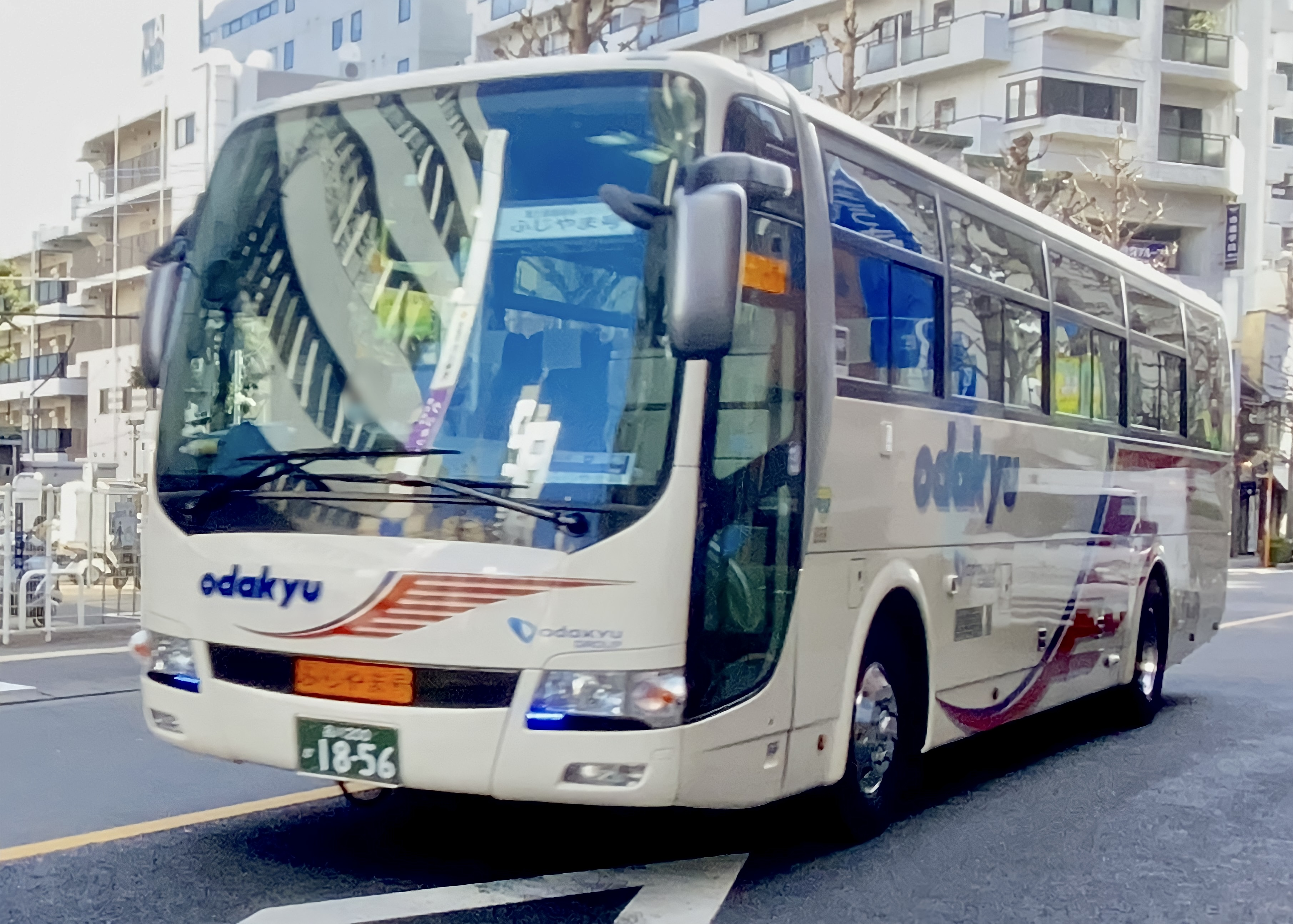
冨士霊園に向かうふじやま号

- ふじやま号：新宿駅南口（小田急サザンタワー） - 冨士霊園（特定日のみ運行）
- ふじやま号：町田駅（レミィ町田） - 冨士霊園（春彼岸・秋彼岸のみ運行）
- ふじやま号：三鷹駅・調布駅 - 冨士霊園（春彼岸・秋彼岸のみ運行）

路線概要・沿革
- 墓参シーズンのみ季節運行される冨士霊園への直行バス。愛称は「ふじやま号」。貸切バス車両による募集型企画旅行（ツアーバス）の運行形態を取る。2022年1月に公開された小田急ハイウェイバスの新しい公式ウェブサイトでは、高速バス路線とともに紹介されている[41]。
- 2017年7月1日より、ふじやま号の新宿駅の乗車場所が新宿駅西口35番（小田急ハルク前）から新宿駅南口小田急サザンタワー1階ロータリーに変更された[42]。
- 2021年の催行分より、最少催行人員が15名となる。
- 2022年3月20日・21日の春彼岸より三鷹・調布発着便が設定された[43]。
- 2024年6月1日、箱根線と統合し廃止となる。

### しまんとエクスプレス
- しまんとエクスプレス（季節運行路線）：（ハイアット・リージェンシー東京 → ）新宿駅西口 - バスタ新宿 - 須崎西崎町- 中土佐インター口 - 窪川駅前 - 佐賀 - 入野役場前 - 高知西南交通本社 - 中村駅 - 三原分岐 - 宿毛駅 〈高知西南交通〉
路線概要
  - 東京都新宿区・渋谷区と高知県宿毛市との間を結ぶ、繁忙期期間限定運行の夜行高速バス路線。ゴールデンウィーク・お盆・年末年始期間のみの季節運行。

路線沿革
  - 2007年
    - 7月31日 - 運行開始（同年9月2日まで。トイレなし車両による運行）。
    - 12月21日 - 2007年度年末年始期間の運行を開始（2008年1月7日まで）。今期よりトイレ付き車両による運行となる。

  - 2008年
    - 4月28日 - 2008年ゴールデンウィーク期間の運行開始（同年5月7日まで）。
    - 8月6日 - 2008年お盆期間の運行開始（同年8月17日まで）。
    - 12月26日 - 2008年度年末年始期間の運行を開始（2009年1月6日まで）。

  - 2024年8月1日 - 乗務員不足を理由として正式に路線廃止[44]。

## 車両
2022年1月1日の合併時点で、自社車両57台（夜行高速車8台、昼行高速車39台、貸切車10台）、小田急バスからの受託車両27台（中型路線車24台、小型路線車3台）が在籍する。同日時点での小田急箱根高速バス、小田急シティバスの在籍車両は、小田急ハイウェイバスへそのまま引き継がれている。
ここでは合併以前の車両の歴史については割愛する。小田急ハイウェイバス発足以前の車両の詳細については、それぞれ小田急箱根高速バス#車両、小田急シティバス#車両を参照のこと。

車両には登録番号とは別に社番が付与されており、旧・小田急箱根高速バスの車両は4桁の数字、旧・小田急シティバスの車両は小田急バス社番と付番規則が同じである。
小田急グループ共通カラーにおける外観上の違いとして、旧・小田急箱根高速バスは小文字で odakyu と表記する（親会社の小田急電鉄と同様）。旧・小田急シティバスおよび小田急バス（貸切車・空港リムジン限定車）は大文字で ODAKYU と表記し、小田急バスの登録商標「犬マーク」を車体に掲げる。

### 御殿場営業所（旧・小田急箱根高速バス）
御殿場営業所の所属車両のナンバープレートは富士山ナンバーである。高速車・貸切車とも原則として小田急グループ共通カラーを採用する。
小田急ハイウェイバス発足以前の車両の詳細については、小田急箱根高速バス#車両を参照。
三菱ふそう製の車両が所属する。
- エアロクィーンII（スーパーハイデッカー）
- エアロエース（ハイデッカー）
- 三菱ふそう・エアロスター[45]

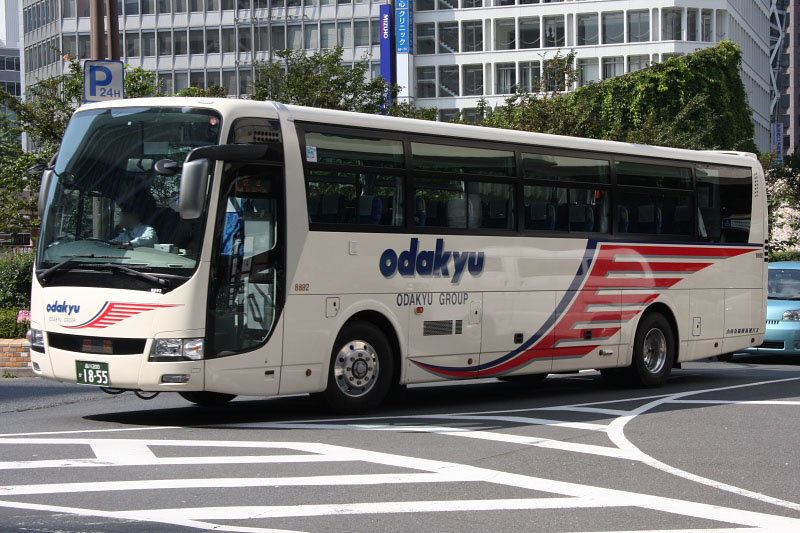
小田急グループ共通カラー 「odakyu」と小文字表記
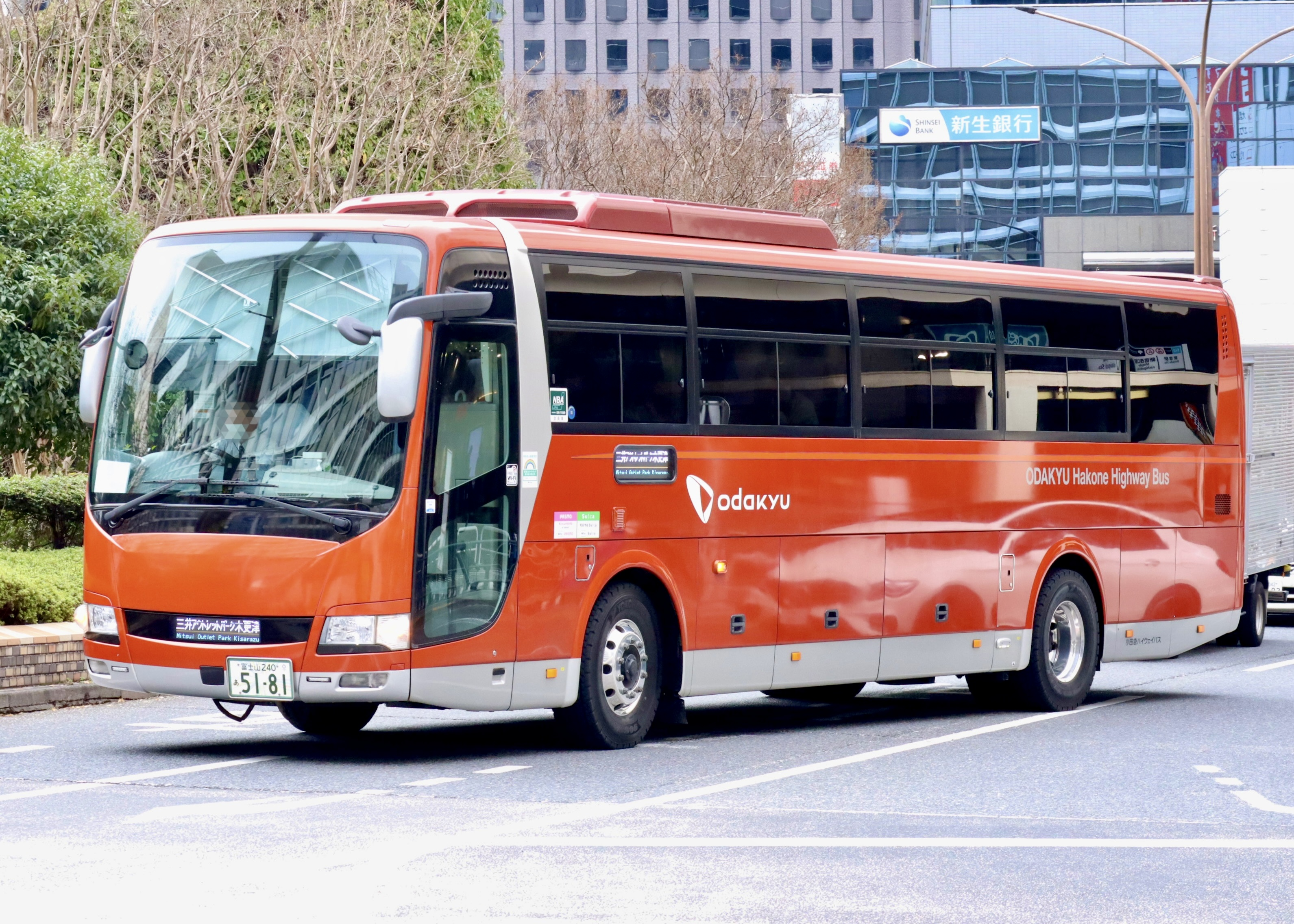
ロマンスカー「GSEカラーバス」5181号車 新宿駅西口にて
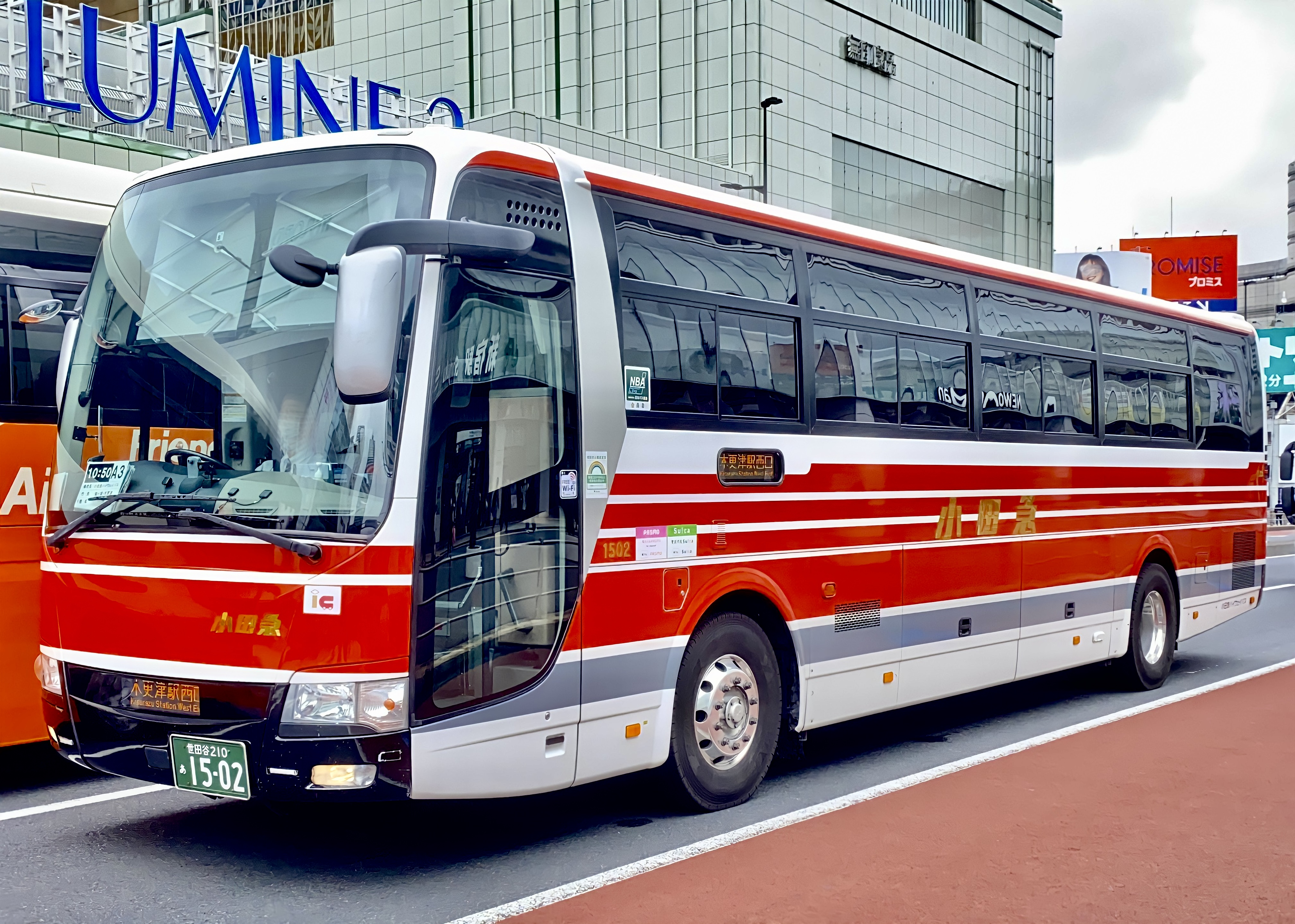
小田急電鉄時代の復刻カラーとなる1502号車
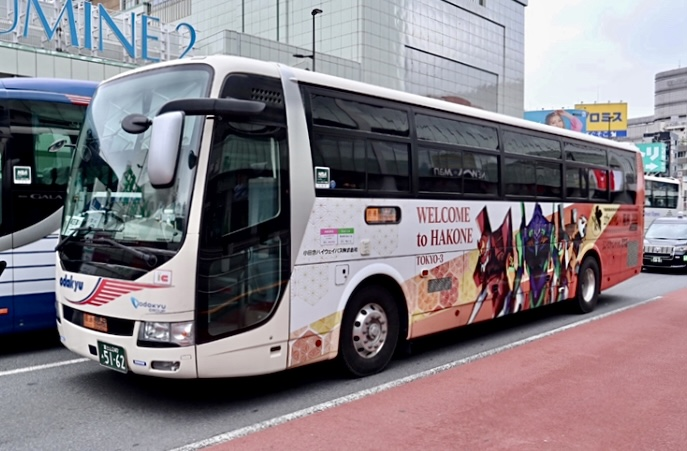
『新世紀エヴァンゲリオン』ラッピングが施された5162号車
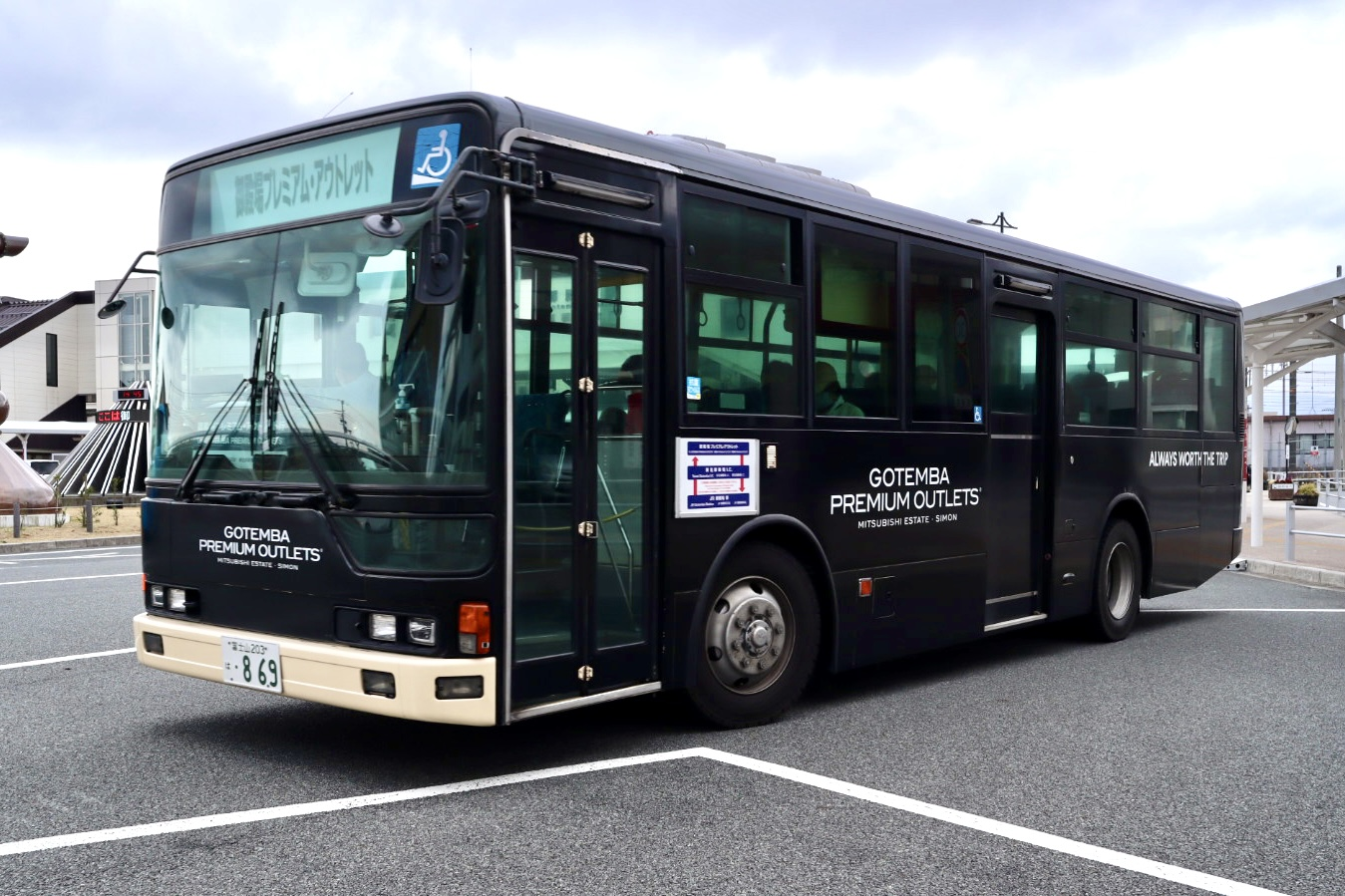
箱根登山ハイヤーから移籍した御殿場プレミアム・アウトレット送迎バス

### 世田谷営業所（旧・小田急シティバス）
世田谷営業所の所属車両のナンバープレートは世田谷ナンバー（ご当地ナンバー導入以前は品川ナンバー）である。
路線車は、小田急バス若林営業所からの委託車両である。車種などについての詳細は、小田急バス若林営業所#車両を参照。
高速車と貸切車は、小田急シティバスの車両を引き継いでいる。車種やカラーリングなどについての詳細は、小田急シティバス#車両を参照。

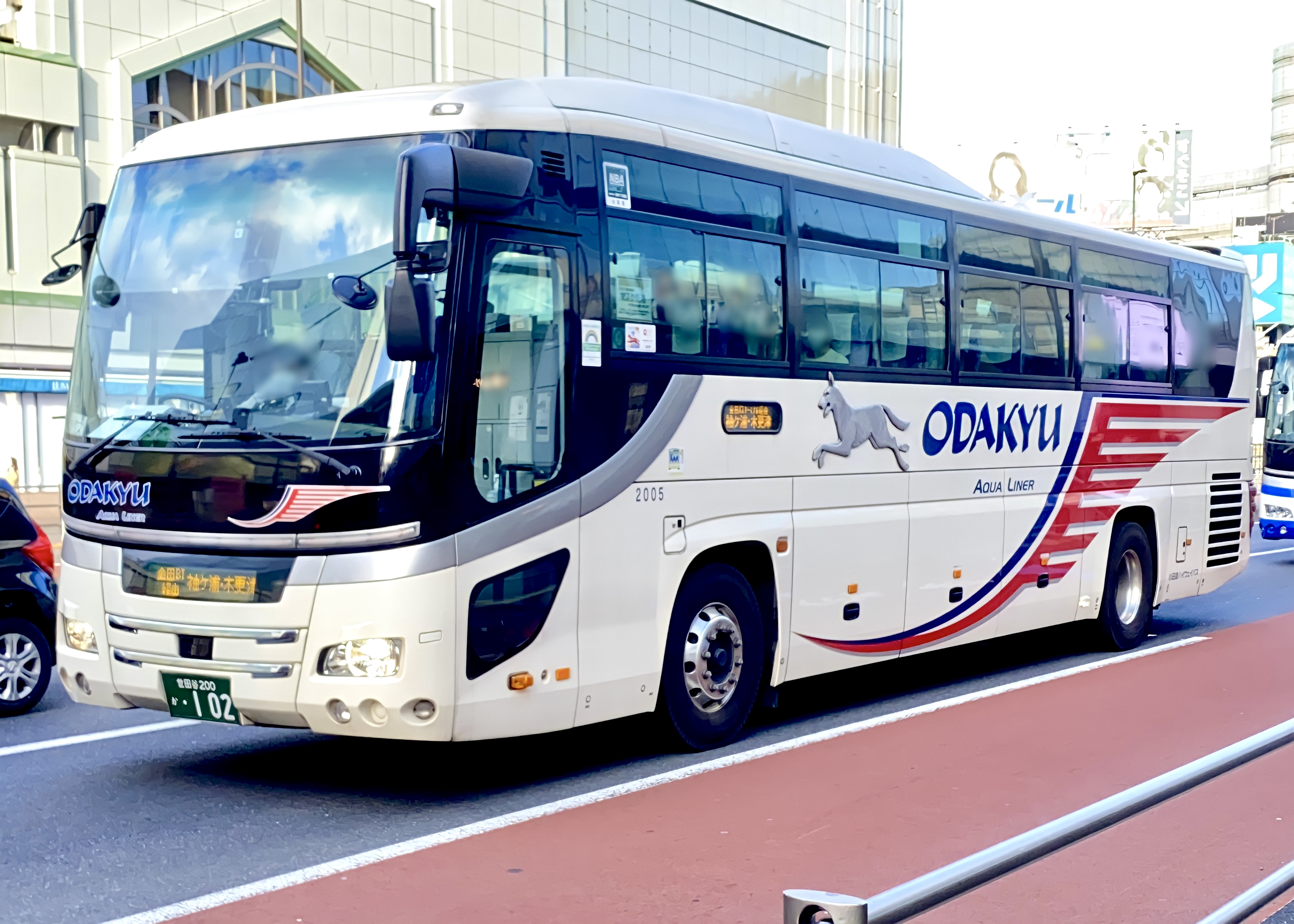
新宿 - 木更津線 小田急グループ共通カラーで「ODAKYU」と大文字表記、犬マーク付き
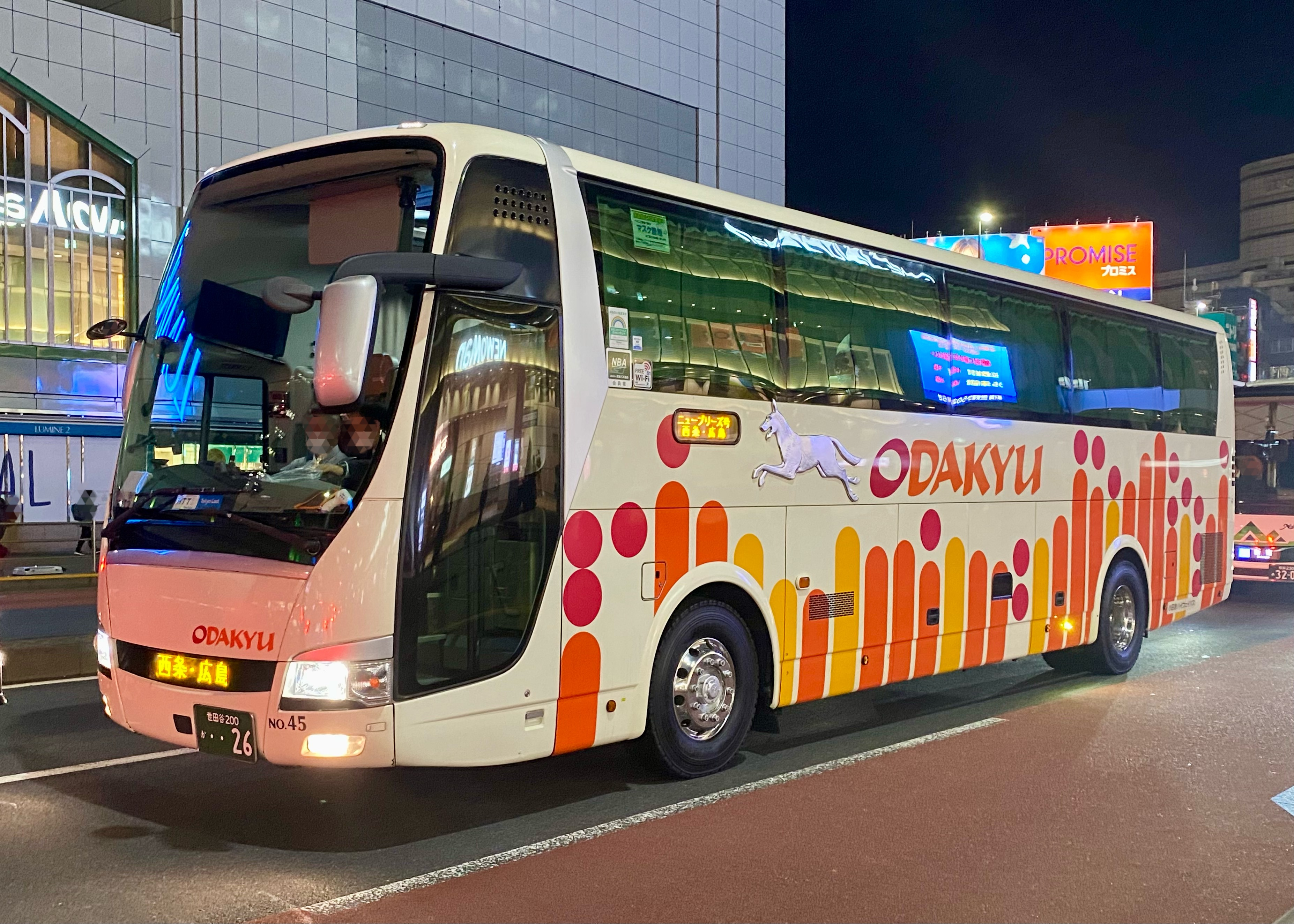
夜行高速バス「ニューブリーズ号」 こけしを図案化した夜行高速カラー（橙色）